# Ansel Adams

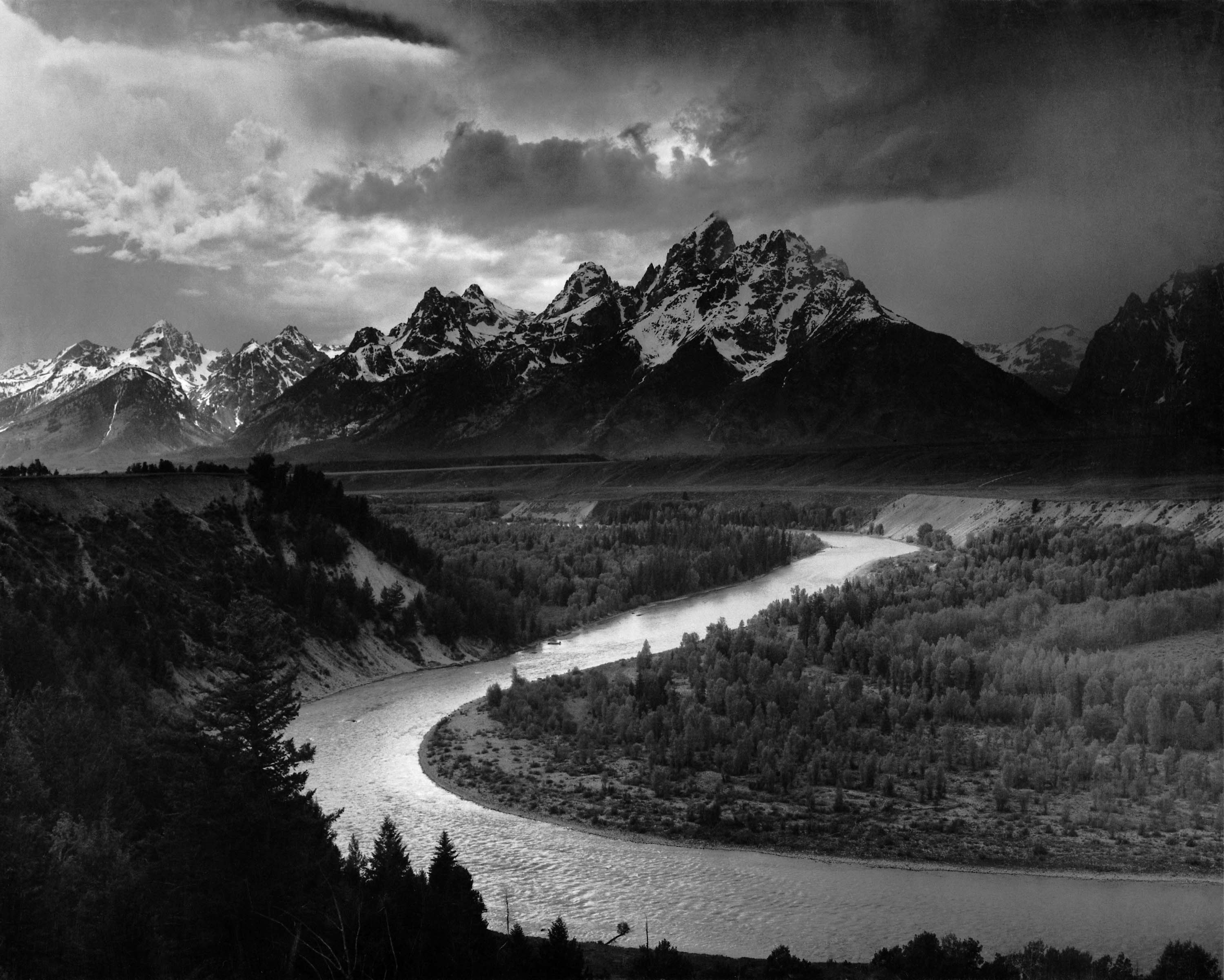
Ansel Adams: Tetonské hory a Hadí řeka, 1942; Fotografie je jedním ze 115 obrázků, které jsou na zlaté desce Voyageru, uložených v sondách Voyager 1 a Voyager 2

Ansel Easton Adams (20. února 1902 San Francisco – 22. dubna 1984 Carmel-by-the-Sea, Kalifornie) byl americký krajinářský fotograf, ekolog, spisovatel a učitel výtvarné fotografie známý svými černobílými fotografiemi národních přírodních parků Amerického západu.
Adams v roce 1932 pomohl v Kalifornii založit Skupinu f/64, asociaci fotografů obhajující přímou fotografii, která upřednostňovala vysokou ostrost a využití plného tónového rozsahu fotografie. S Fredem Archerem vyvinuli náročný systém tvorby obrazu nazvaný zonální systém, který popisoval metodu dosažení požadovaného finálního tisku prostřednictvím pochopení toho, jak má být snímek exponován ve fotoaparátu, vyvolán negativ a pak vytisknut. Výsledný tonální rozsah, jasnost, ostrost a hloubka takových tisků se staly charakteristickými rysy Adamsových fotografií. Adams je autorem řady knih o teorii a praxi fotografické techniky.
Adams byl celoživotním obhájcem ochrany životního prostředí, s čímž byla hluboce spjata jeho fotografická praxe. Ve dvanácti letech dostal během jeho první návštěvy Yosemitského národního parku svou první fotografickou kameru. Jedny z prvních snímků udělal jako člen Sierra Clubu, později získal kontrakt od ministerstva vnitra na zhotovení fotografií národních parků USA. Za jeho práci a trvalé úsilí o zachování malebných oblastí přírody, mu v roce 1980 byla udělena prezidentská medaile svobody.
Společně s důvěrníkem Davidem H. McAlpinem a kurátorem Beaumontem Newhallem byl Adams klíčovým poradcem při založení oddělení fotografie v Muzeu moderního umění v New Yorku. Jednalo se o důležitý mezník při zajišťování institucionální legitimity fotografie. Pomohl při první výstavě tohoto oddělení, stál u zrodu fotografického časopisu Aperture a spoluzaložil Centrum kreativní fotografie na univerzitě v Arizoně.

## Mládí

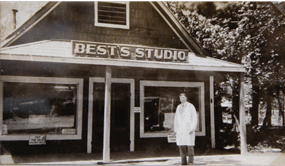
Harry Best stojí před svým studiem, 1922–1925

### Narození
Ansel Easton Adams se narodil 20. února 1902 ve čtvrti Fillmore v metropolitní oblasti San Francisco jako jediné dítě obchodníka a amatérského astronoma Charlese Hitchcocka Adamse (1868–1951) a jeho manželky Olive Adamsové, rozené Brayové (1862–1950). Byl pojmenován po svém strýci Anselu Eastonovi. Rodina jeho matky pocházela z Baltimoru, kde jeho dědeček vedl úspěšnou firmu s nákladní dopravou, nicméně své bohatství ztratil špatným investováním do neúspěšných těžebních a realitních projektů v Nevadě. Rodina Adamsových pocházela z Nové Anglie, kam se odstěhovali na počátku 18. století z oblasti Argyll and Bute ve Skotsku. Jeho dědeček založil a vybudoval prosperující dřevařský podnik, který jeho otec později spravoval. Později ve svém životě Adams jednání svého dědečka odsoudil, jelikož se podílel na kácení velkých sekvojových pralesů.

### Rané dětství
Jednou z nejstarších Adamsových vzpomínek bylo pozorování kouře z požárů způsobených zemětřesením v San Franciscu v roce 1906. Čtyřletý Adams byl po prvních otřesech nezraněn, ale při dotřesech o tři hodiny později si ošklivě poranil nos o zahradní zeď. Adamsův nos zůstal křivý a Adams musel po zbytek života dýchat ústy.
V roce 1907 se jeho rodina přestěhovala tři kilometry na západ do nového domova poblíž Seacliffu, jižně od Presidio Army Base. Z domu měli nádherný výhled na visutý most Golden Gate a na kopcovitý poloostrov Marin Headlands.
Adams byl v dětství hyperaktivní, náchylný k častým nemocem a hypochondrii. Neměl mnoho kamarádů, ale jeho rodinný dům a sousedství mu poskytovalo zázemí pro nespočet dětských aktivit. Neměl trpělivost pro hraní her nebo sportování, ale od raného věku si užíval krásy přírody, sbíral brouky a prozkoumával místní potok Lobos Creek až k jeho ústí na pláž Baker Beach nedaleko útesů směrem na Lands End, „nejkrásnější a nejdivočejší pobřeží San Franciska, místo poseté ztroskotanými koráby a sesuvy půdy.“

### Vzdělání
Adamsův otec Charles byl amatérský astronom. Vlastnil třípalcový teleskopický dalekohled a se svým synem Anselem často společně navštěvovali observatoř Lick na kalifornské hoře Hamilton. Charles Adams od roku 1925 do roku 1950 sloužil jako placený tajemník a pokladník Pacifické astronomické společnosti.
Firma Charlese Adamse utrpěla po smrti Charlesova otce i v důsledku ekonomické krize v roce 1907 značné finanční ztráty. Ta byla částečně způsobena i Anselovým strýcem Anselem Eastonem a Georgem Wrightem, otcem Cedrica Wrighta, kteří tajně prodali svůj firemní podíl společnosti Hawaiian Sugar Trust, čímž této firmě „vědomě poskytli kontrolní podíl“. K roku 1912 se životní úroveň Adamsových ostře propadla.
Ansel byl vyloučen hned z několika soukromých škol kvůli svému neklidnému a nepozornému chování. V roce 1915, kdy bylo Anselovi 12 let, jej jeho otec z tradičního školního systému zcela odhlásil a následující 2 roky jej za pomoci Anselovy tety Mary sám vzdělával doma. Mary byla oddaná stoupenkyně agnostika Roberta G. Ingersolla, obhájce ženského volebního práva a sufražetek z 19. století. Prostřednictvím Mary se tak řada Ingersollových myšlenek dostala i k Anselovi. Během mezinárodní výstavy Panama–Pacific International v roce 1915 jeho otec trval na tom, aby Ansel jako součást svého vzdělávání strávil alespoň část každého dne studiem exponátů. Ansel Adams nakonec pokračoval ve svém formálním vzdělání v soukromé škole paní Kate M. Wilkinsové, kterou dokončil absolvováním osmého stupně dne 8. června 1917. Během pozdějších let Ansel vystavoval svůj školní diplom ve své koupelně pro hosty.
Jeho otec ho vychoval tak, aby následoval myšlenky Ralpha Walda Emersona: žít skromný, morální život vedený společenskou odpovědností k člověku a přírodě. S otcem měl Ansel milující vztah, ale s matkou poněkud vzdálenější, protože nesouhlasila s jeho zájmem o fotografii. Den po její smrti v roce 1950 se Ansel dostal do sporu s obchodníkem při výběru rakve na pohřeb. V obchodě vybral tu nejlevnější rakev za 260 dolarů, což se zdálo být nejmenší částkou, kterou mohl dát, aniž by si rakev vyrobil sám. Majitel pohřebního ústavu na to poznamenal: „Nemáte úctu k mrtvým?“ Adams odpověděl: „Ještě jedna taková poznámka a vezmu mámu někam jinam.“

### Mládí
Adams se začal zajímat o klavír ve svých dvanácti letech poté, co slyšel hrát svého šestnáctiletého souseda Henryho Cowella, který se sám učil číst noty a hrát. Cowell, později známý avantgardní skladatel, dal Anselovi několik lekcí hry na klavír. Během další dekády se tři učitelé hudby snažili Ansela naučit technice a disciplíně, až byl Ansel odhodlaný pokračovat v kariéře jako klasický pianista.
V roce 1916 Adams se svou rodinou poprvé navštívil Yosemitský národní park. O svých dojmech z prvního pohledu na údolí napsal: „Nádhera Yosemit nás uchvátila, bylo to překrásné... Valil se na nás jeden zázrak za druhým... Světlo bylo všude... Pro mě začala nová éra.“ Jeho otec mu během jejich pobytu daroval první fotografickou kameru Kodak Brownie a Ansel své první fotografie pořídil se svým „obvyklým hyperaktivním nadšením“. V příštím roce se do Yosemit vrátil s lepšími fotoaparáty a stativem. Během zimy se naučil základy vyvolávání fotografií v temné komoře při práci na částečný úvazek pro fotografického finišera v San Francisku.
Během pandemie v roce 1918 se Ansel nakazil španělskou chřipkou a několik týdnů se z ní zotavoval. Po přečtení knihy o malomocných se stal posedlý čistotou a bál se čehokoliv dotknout, aniž by si poté okamžitě neumyl ruce. Přes námitky svého lékaře dokázal přesvědčit své rodiče, aby ho opět vzali do Yosemit. Návštěva ho vyléčila z jeho nemoci i posedlostí.
Adams nadšeně četl fotografické časopisy, navštěvoval schůzky fotografických klubů a chodil na fotografické a umělecké výstavy. Během léta a zimy procestoval Sierru Nevadu s geologem v důchodu a amatérským ornitologem Francisem Holmanem, kterého nazýval „strýc Frank“. Holman ho učil kempování a horolezectví, i když jejich společná neznalost bezpečných horolezeckých technik, jako je například správné jištění, nejednou vedla téměř ke katastrofě.
Při pobytu v Yosemitech potřeboval Adams trénovat hru na klavír. Strážce ho seznámil s malířem krajin Harrym Bestem, který měl v Yosemitech výtvarné studio, kde pobýval během léta. Best umožnil Adamsovi cvičit na jejich starém klavíru, ale časem se Ansel začal zajímat také o jeho dceru Virginii, se kterou se později oženil. Po smrti jejího otce v roce 1936 Virginie zdědila studio a pokračovala v jeho provozu do roku 1971. Studio se stalo známé jako Ansel Adams Gallery a zůstává ve vlastnictví rodiny Adamsovy.

### Sierra Club a klavír
Ve svých sedmnácti letech se Adams přidal k Sierra Clubu, což byla skupina věnovaná ochraně divoké přírody na Zemi a v době od roku 1920 do roku 1923 pracoval jako letní správce domu Sierra Club pro návštěvníky LeConte Memorial Lodge v Yosemitském údolí. Členem klubu zůstal po celý život. V roce 1934 byl poprvé zvolen do představenstva a mezi lety 1934–1971 dokonce působil jako ředitel klubu. Adams se účastnil tradičního každoročního klubového výletu High Trips, později se stal asistentem manažera a oficiálním fotografem události. Je mu připisováno několik prvovýstupů v Sierra Nevadě.
Ve svých dvaceti letech měl většinu přátel z hudební oblasti, zejména houslistu a amatérského fotografa Cedrika Wrighta, který se stal jeho nejlepším přítelem i jeho filozofickým a kulturním mentorem. Oba sdíleli filozofii Edwarda Carpentera Towards Democracy, literární dílo, které podporovalo snahu o krásu v životě a umění. Za několik let s ním Adams vydal kapesní vydání během pobytu v Yosemitech, ale byla to především jeho osobní filozofie. Později řekl: „Věřím v krásu. Věřím v kameny a vodu, vzduch a půdu, lidi a jejich budoucnost a jejich osud.“
Během léta se Adams věnoval trekování, kempování a fotografování. Po zbytek roku se snažil zlepšovat svou hru na klavír, zdokonalovat svou klavírní techniku a hudební projev. Také poskytoval klavírní lekce zájemcům a díky příjmům z nich si koupil klavír odpovídající jeho hudebním ambicím. Adams stále plánoval svou hudební kariéru. Ačkoli cítil, že jeho malé ruce omezují jeho repertoár, kvalifikovaní porotci ho považovali za nadaného pianistu. Když však založil Milanvi Trio s houslistou a tanečnicí, ukázal se jako špatný doprovod. Trvalo sedm let, než dospěl k závěru, že v nejlepším případě by se mohl stát pouze koncertním pianistou s omezeným rozsahem, hudebním doprovodem nebo učitelem klavíru.

## Kariéra

### 1920–1930

#### Piktorialismus

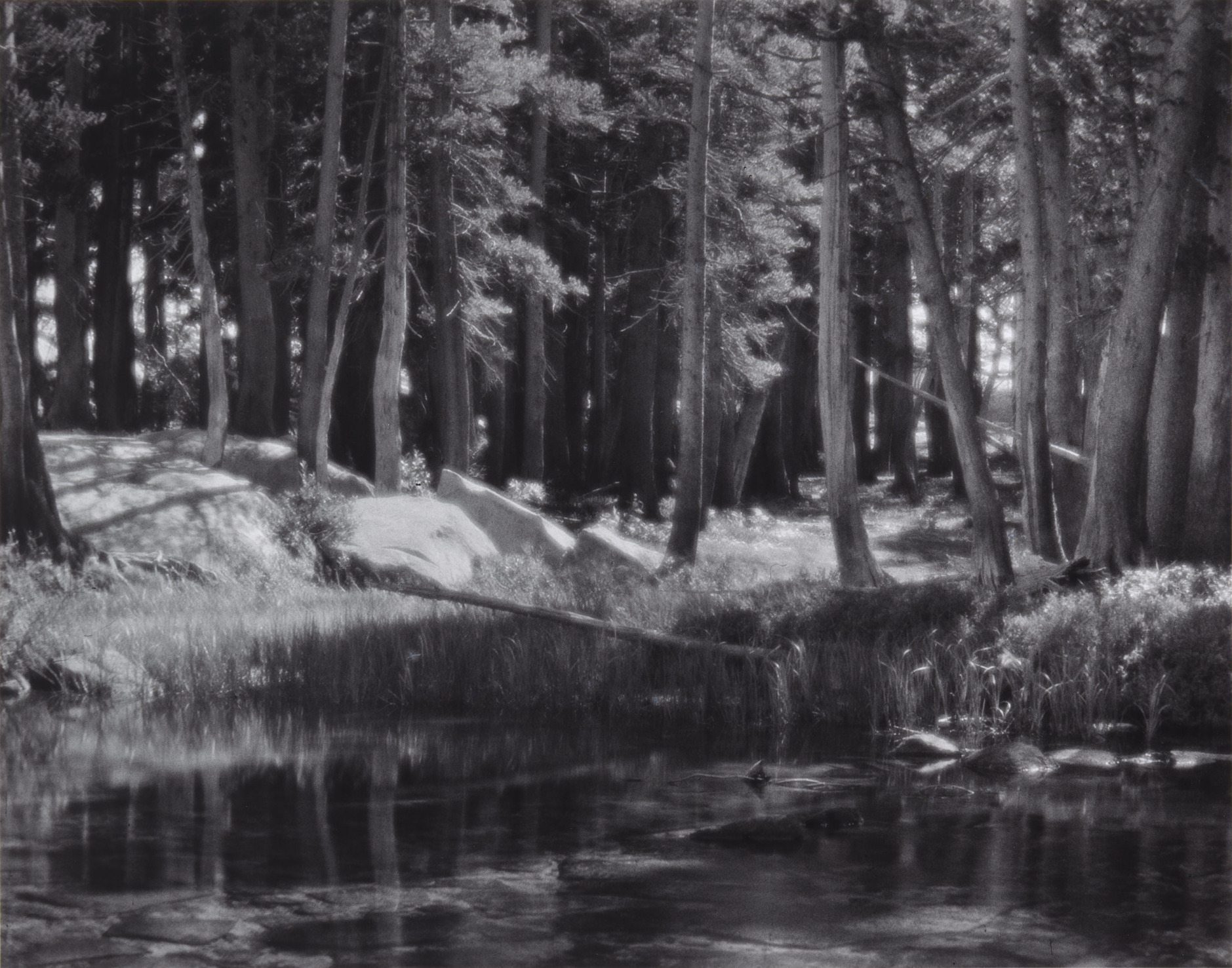
alt = černobílá fotografie, v popředí teče potok a v pozadí je borový les

Adamsovy první fotografie byly publikovány v roce 1921. Bestovo Studio začalo prodávat jeho tisky Yosemit v dalším roce. Již jeho první fotografie ukázaly pečlivou kompozici a cit pro tonální rovnováhu. V dopisech a pohlednicích rodině psal, že se odvážil vylézt na nejlepší vyhlídková místa a statečně čelit těm nejhorším živlům.
Během poloviny dvacátých let 20. století byla v trendu piktorialistická fotografie, která se snažila napodobovat malbu s měkkou kresbou, rozptýleným světlem a dalšími technikami. Adams s těmito technikami experimentoval, stejně jako s bromolejovým procesem, při kterém štětcem nanášel olejový inkoust na papír. Příkladem je snímek Borovice pokroucené, Lyell Fork, Merced (původně: Tamarack Pine), pořízený v roce 1921. Adams použil měkce ostřící objektiv, aby „zachytil ostrou svítivost, která dokreslovala náladu magického letního odpoledne“.
Během krátké doby Adams fotografie ručně koloroval, ale v roce 1923 prohlásil, že už to déle dělat nebude. V roce 1925 začal piktorialismus nahrazovat realističtějším přístupem, který se opíral o velkou ostrost, vysoký kontrast, přesnou expozici a zručnost v temné komoře.

#### Monolit

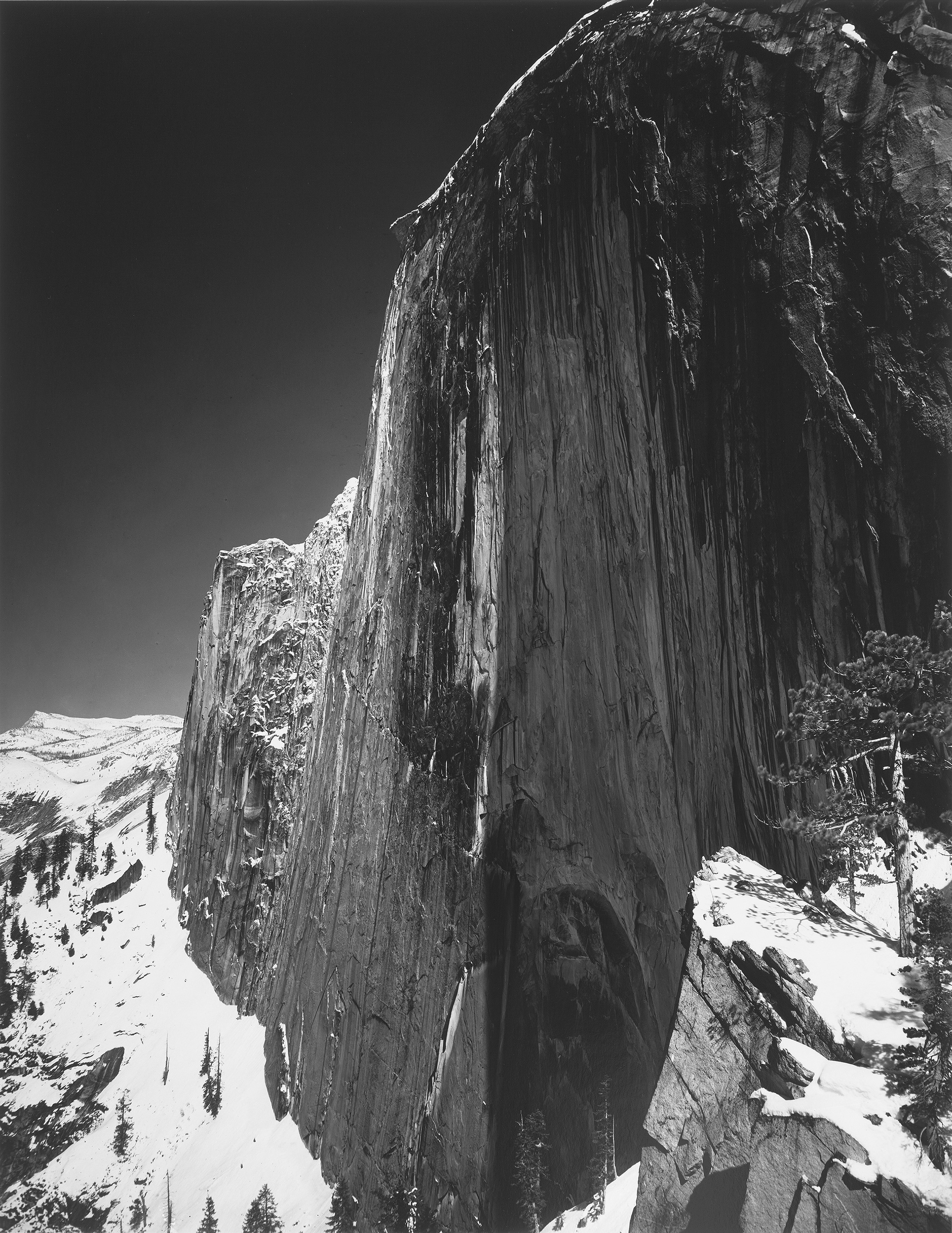
alt = černobílá fotografie zobrazuje západní tvář skály Half Dome v Yosemite v Kalifornii. V popředí fotografie textura a detaily skály, krajina na pozadí s borovicemi a vrcholem hory

V roce 1927 začal Adams spolupracovat s Albertem M. Benderem, sanfranciským pojišťovacím magnátem a patronem umění. Bender pomohl Adamsovi vytvořit jeho první portfolio v novém stylu Parmelian Prints of the High Sierras, které obsahovalo také jeho slavný snímek Monolit, tvář skalního útvaru Half Dome pořízený na negativní skleněnou desku velkoformátovou kamerou Korona s tmavě červeným filtrem pro zvýšení tonálního kontrastu. Při fotografování Half Dome v terénu zbývala Adamsovi už jen poslední deska, na kterou si „vizualizoval“ efekt zčernalé oblohy předtím, než zariskoval poslední fotografii takto vytvořit. Později řekl: „Byl jsem schopen realizovat požadovaný obraz: ne způsobem, jakým se subjekt jevil ve skutečnosti, ale tak jak se to jevilo mně a jak to pak nezbytně muselo vypadat na hotovém tisku.“ Jeden životopisec označil Monolit za jeho nejvýznamnější fotografii, protože „extrémní manipulace s tonálními hodnotami” byla odlišná od všech předchozích fotografií. Adamsův koncept vizualizace, který poprvé definoval pro tisk v roce 1934, se stal základním principem jeho fotografií.
Adamsovo první portfolio bylo úspěšné a vydělal mu téměř 3 900 dolarů za sponzorování a propagaci společnosti Bender. Brzy získal obchodní fotografické zakázky bohatých patronů, kteří si od něho koupili portfolio. Adams také začal chápat, jak důležité je, aby jeho pečlivě vytvořené fotografie byly vytištěny co nejlépe. Na Benderovo pozvání nastoupil do klubu Roxburghe, který se věnoval kvalitnímu tisku a vysokým standardům v knihařství. V klubu se mnohému naučil o tiskových technikách, barvách, designu a plánování, což později použil při dalších projektech.
Adams se oženil s Virginií Best v roce 1928 po přestávce v letech 1925–1926, během které měl krátké vztahy s jinými ženami. Novomanželé se přestěhovali k jeho rodičům, aby ušetřili na výdajích. V následujícím roce postavili nový dům, který byl spojen chodbou se starším domem.

### 1930–1940

#### Čistá fotografie

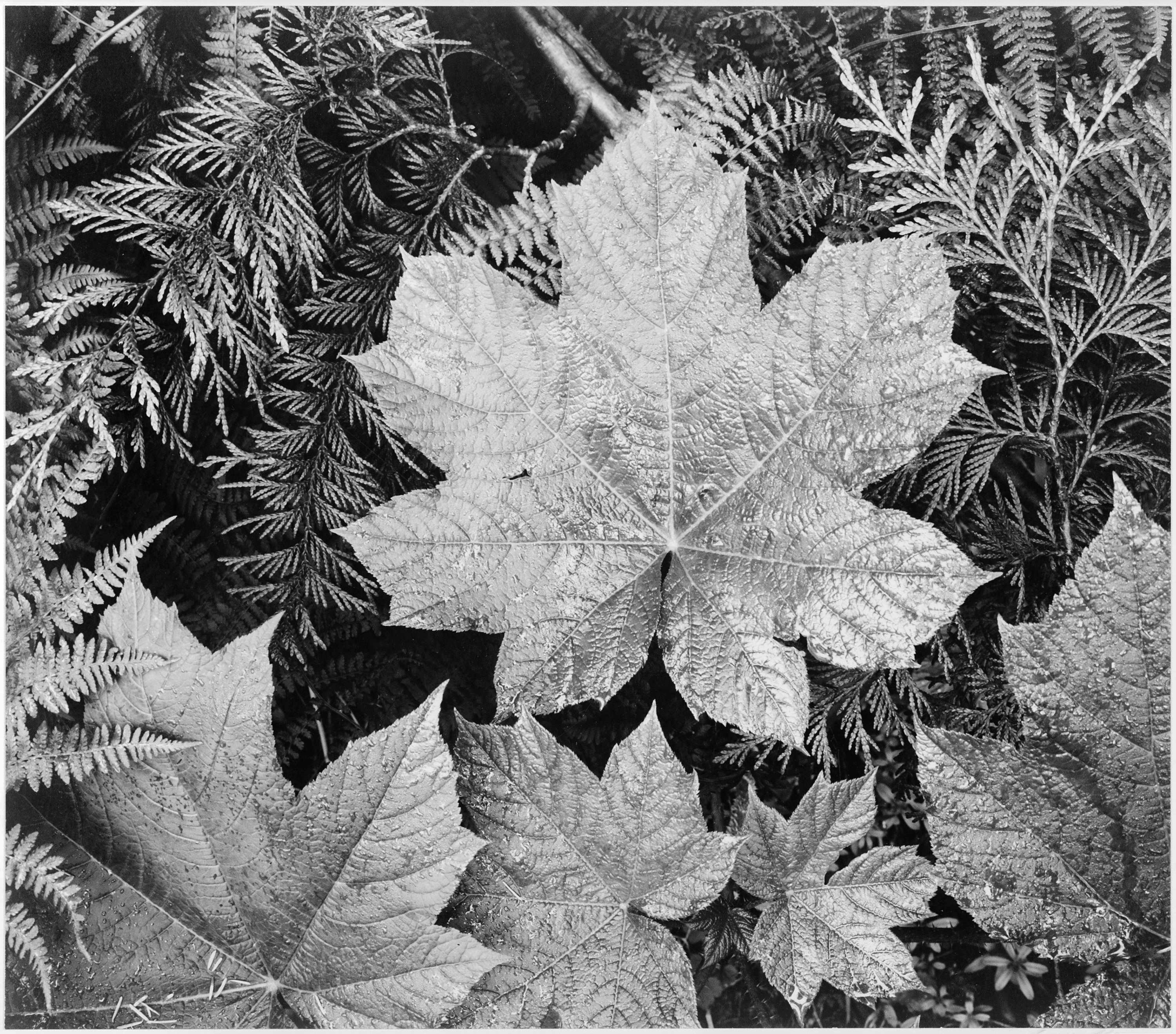
Detailní pohled na listy V Národním parku Glacier, Montana, 1942

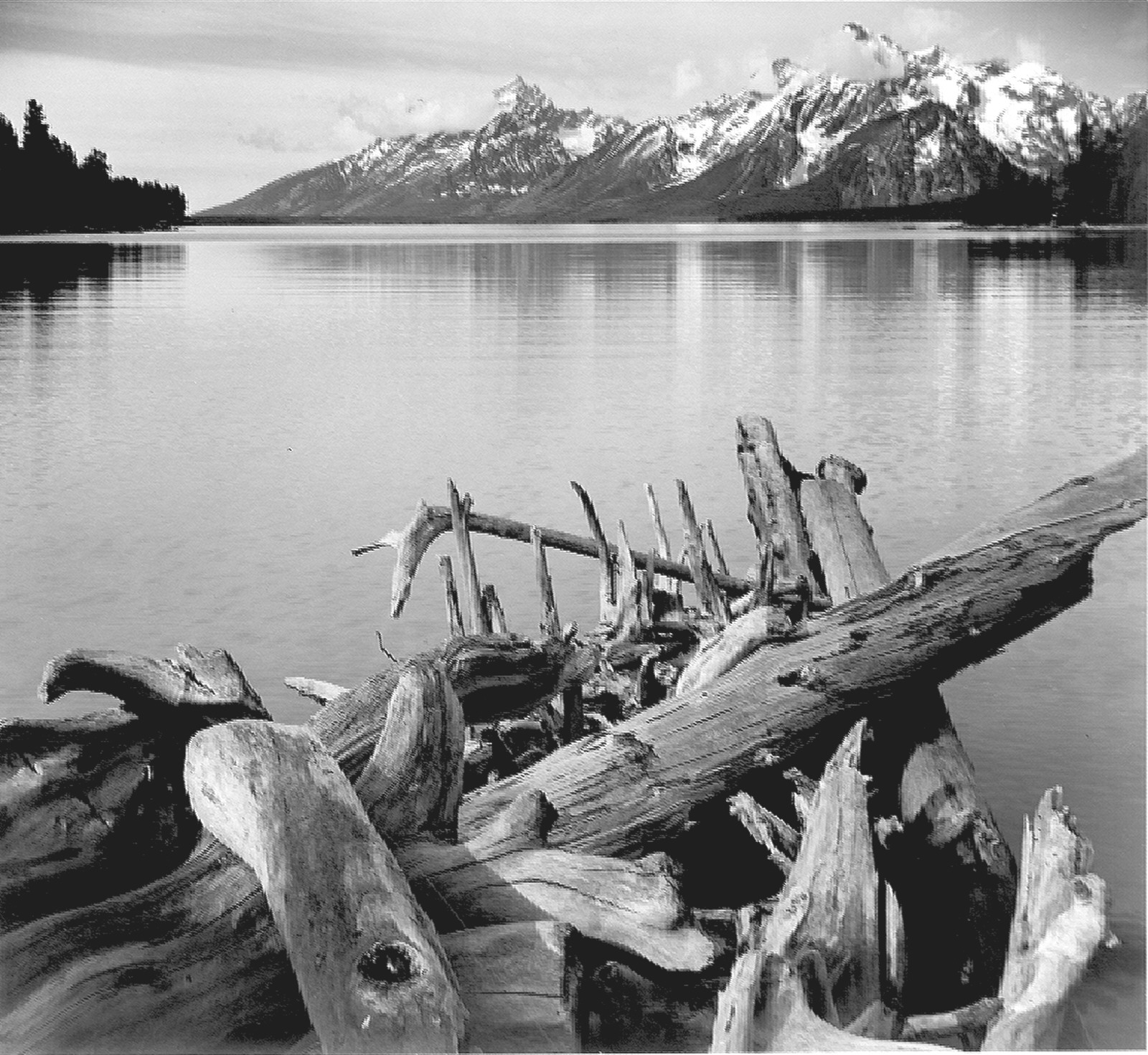
Jezero Jackson Lake s pohořím Teton Range na pozadí, Národní park Grand Teton

Neexistuje nic horšího než ostrá fotografie s nejasným konceptem.

 Ansel Adams

V letech 1929–1942 Adamsova práce dozrála a Adams stal etablovanějším fotografem. Třicátá léta byla pro něj zvláště produktivním a experimentálním obdobím. Nadále prohluboval své technické dovednosti a ve svých pracích zdůrazňoval detailní záběry i široká panoramata různých objektů od hor po továrny.
Bender vzal Adamse na návštěvu do města Taos v Novém Mexiku, kde se seznámil s básníkem Robinsonem Jeffersonem, umělcem Johnem Marinem a Georgiou O'Keeffeovou a fotografem Paulem Strandem. Jeho povídavá a veselá povaha v kombinaci s jeho vynikající hrou na klavír ho učinily oblíbeným mezi svými přáteli umělci. Jeho první kniha Taos Pueblo vyšla v roce 1930 s textem spisovatelky Mary Hunter Austinové.
Strand se ukázal jako obzvláště významný. Adams byl ohromen jednoduchostí a detailem Strandových negativů, stylu, který byl v rozporu s měkce vykresleným, impresionistickým piktorialismem, který byl v té době stále populární. Strand s Adamsem sdílel tajemství své techniky a přesvědčil ho, aby pokračoval ve fotografii naplno. Jedním ze Strandových návrhů, které Adams přijal, bylo použití lesklých papírů k zesílení tónového rozsahu.
V roce 1931 Adams uspořádal svou první samostatnou výstavu Pictorial Photographs of the Sierra Nevada Mountains by Ansel Adams na Smithsonově institutu představující 60 tisků pořízených v High Sierra a Canadian Rockies. Na tuto výstavu obdržel pozitivní ohlas v deníku Washington Post, ve kterém se psalo: „Jeho fotografie jsou jako portréty obřích vrcholů, které se zdají být obývány mytickými bohy.“
I přes svůj úspěch Adams cítil, že ještě nedosáhl kvalitních standardů jako Strand. Rozhodl se rozšířit svou tvorbu, aby obsahovala také zátiší a detailní fotografie a aby dosáhl vyšší kvality „vizualizací“ každého obrazu před jeho pořízením. Zdůrazňoval použití malých clonových otvorů a dlouhých expozic v přirozeném světle, což vytvořilo ostré detaily s velkou hloubkou ostrosti, jak ukázal na snímku Růže a naplavené dříví (Rose and Driftwood, 1933), jedné z jeho nejpozoruhodnějších fotografií zátiší.
V roce 1932 Adams měl skupinovou výstavu v De Youngovo muzeu společně s Imogen Cunninghamovou a Edwardem Westonem. Nedlouho po výstavě společně založili skupinu Group f/64, která upřednostňovala „čistou nebo přímou fotografii“ před piktorialismem (clona f/64 je velmi malá clona, která poskytuje velkou hloubku ostrosti).
Adams napodobil Stieglitzův příklad a v roce 1933 otevřel vlastní galerii umění a fotografie v San Francisku. Také začal publikovat eseje ve fotografických časopisech a v roce 1935 napsal svou první instruktážní knihu Making a Photograph (Vytváření fotografie).

#### Sierra Nevada
Během letního období se často jako placený fotograf účastnil skupinových výletů Sierra Clubu High Trips, po zbytek roku se pravidelně setkával se základní členskou skupinou klubu v San Francisku a v Berkeley. V roce 1933 se Adamsovi a jeho ženě narodilo první dítě syn Michael, dcera Anne se narodila o dva roky později.
Během třicátých let začal Adams šířit své fotografie, s myšlenkou zachovat nedotčenou divokou přírodu. Byl inspirován rostoucím vpádem komerčního života do Yosemitského údolí, včetně bazénové haly, bowlingové dráhy, golfového hřiště, obchodů a automobilové dopravy. V roce 1938 vytvořil limitovanou edici knihy Sierra Nevada: The John Muir Trail, jako součást snah Sierra klubu o zařazení Sequoia a Kings Canyon do kategorie národních parků. Tato kniha společně s Adamsovým svědectvím před Kongresem hrály důležitou v tom, že v roce 1940 Kongres tuto oblast schválil jako Národní park Kings Canyon.
V roce 1935 Adams vytvořil mnoho nových fotografií Sierra Nevady včetně své jedné z nejznámějších Vyjasnění po zimní bouři, národní park Yosemite zobrazující celé Yosemitské údolí ve chvíli, kdy ustupující zimní bouře za sebou zanechala čerstvý sníh. V roce 1936 Adams uskutečnil ve Stieglitzově galerii An American Place v New Yorku samostatnou výstavu, která zachycovala jeho nedávné dílo. Výstava byla úspěšná jak u kritiků, tak i u veřejnosti a Adams si vysloužil i chválu od uctívaného Stieglitze. Následujícího roku byl téměř zničen negativ Vyjasnění po zimní bouři, když temnou fotokomoru v Yosemitech zachvátil požár. S pomocí Edwarda Westona a jeho budoucí manželky Charis Adams oheň uhasil, ale tisíce negativů, včetně stovek, které nikdy nebyly vytištěny, byly ztraceny.

#### Jihozápad USA
V roce 1937 Adams, O'Keefeová a přátelé zorganizovali celoměsíční kempování v Arizoně s průvodcem Orvillem Coxem, hlavním honákem na Ghost Ranch. Oba umělci vytvořili během této cesty nové snímky. Adams pořídil reportážní portrét O'Keeffe s Coxem na okraji Canyon de Chelly. Adams jednou poznamenal: „Některé z mých nejlepších fotografií byly vytvořeny v [tomhle] kaňonu a na jeho okraji.“ Jejich díla pořízená v poušti Jihozápadu jsou často publikována a vystavována společně.
Koncem třicátých let Adams přijal mnoho komerčních zakázek, aby doplnil příjem strádajícího Bestova studia. Na komerčních zakázkách byl Adams finančně závislý až do sedmdesátých let. Mezi jeho klienty patřili například: magazín Fortune, Pacific Gas and Electric Company, AT&T a American Trust Company. V roce 1939 fotografoval nový kožený bar architekta Timothyho Pfluegera pro hotel Westin St. Francis. Ve stejném roce byl jmenován redaktorem U.S. Camera & Travel, nejpopulárnějšího amerického fotografického časopisu své doby.

### 1940–1950

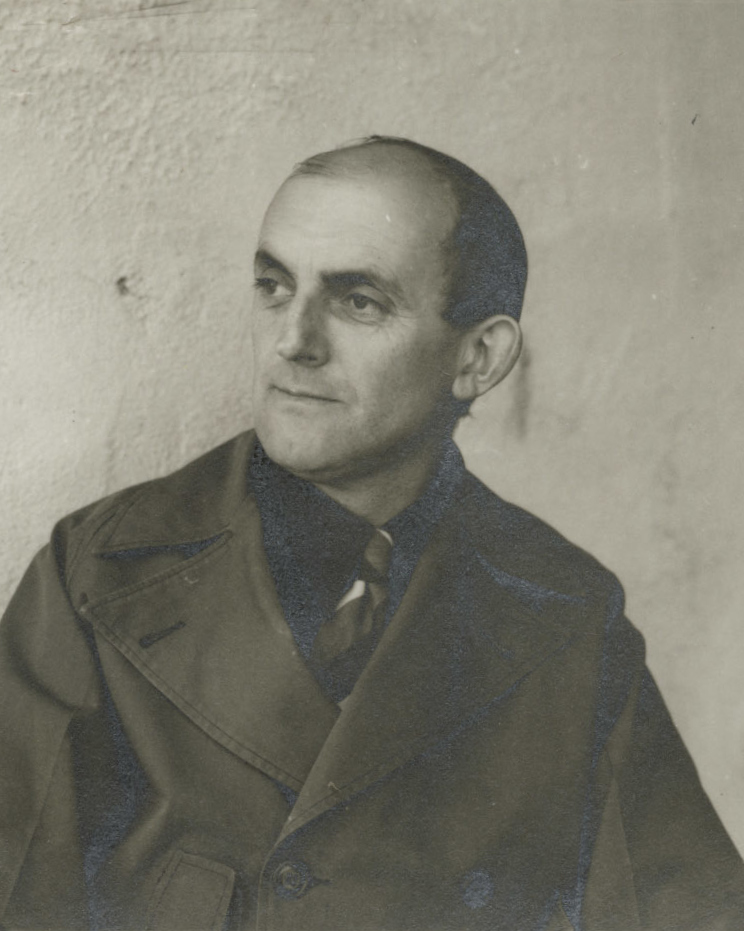
Ansel Adams, asi 1941, archiv U.S. Civil Service Commission

V roce 1940 Adams zrealizoval tehdy nejvýznamnější a největší fotografickou výstavu na Západě A Pageant of Photography (Fotografický poutník), kterou přišly zhlédnout milióny návštěvníků. Během let 1940 a 1941 se svou ženou dokončili dětskou knížku a velmi úspěšného ilustrovaného průvodce Yosemitským údolím. Adams i učil fotografii na seminářích v Detroitu. V roce 1941 začal učit na Art Center School v Los Angeles, později známý jako Art Center College of Design, ve které studovali vojenští fotografové.

#### Ministerstvo vnitra USA
V roce 1941 Adams podepsal smlouvu s Ministerstvem vnitra, aby zhotovil fotografie národních parků, indiánských rezervací a dalších míst spadajících pod úřad. Projektu se říkalo Mural Project a fotografie měly být použity jako dekorace na zdech nové budovy. Smlouva byla uzavřena na 180 dní. Adams vyrazil na výlet s kamarádem Cedricem a jeho synem Michaelem, který měl v úmyslu zkombinovat práci na projektu „Mural Project“ s prací pro společnost U.S. Potash Company a Standard Oil a některé dny si rezervoval pro soukromou práci.
Během práce na projektu v Novém Mexiku Adams jednoho dne fotografoval obraz Měsíce stoupajícího nad malou vesnici se zasněženými horami v pozadí pod dominantní černou oblohou. Fotografie se později stala jednou z jeho nejslavnějších a dostala název Východ Měsíce, Hernandez, Nové Mexiko (Východ Měsíce). Adamsův příběh o vzniku fotografie v jeho pozdějších knihách pravděpodobně ještě zvýšil slávu fotografie: světlo na křížích v popředí rychle vybledlo a Adams nemohl najít svůj expozimetr. Naštěstí si pamatoval svítivost měsíce a použil ji pro výpočet správné expozice. Adamsovo dřívější počínání bylo méně dramatické, jednoduše uváděl, že fotografie byla zhotovena po západu Slunce, s expozicí určenou pomocí expozimetru Weston Master.
Expozice byla určena, popředí bylo podexponované, světla v oblacích byla poměrně hustá a negativ se ukázal jako obtížný pro tisk. Jedno z prvních zveřejnění snímku Východ Měsíce, Hernandez, Nové Mexiko bylo v časopisu U.S. Camera Annual 1943, na základě Steichenova výběru, který pro magazín vybíral fotografie. Tento krok zajistil snímku Východ Měsíce divácké publikum před jeho první výstavou v Muzeu moderního umění v roce 1944.
Po dalších téměř 40 let Adams re-interpretoval tuto fotografii, která se stala jeho zdaleka nejpopulárnějším snímkem, za pomoci nejnovějšího vybavení temné komory a zhotovil přes 1369 jedinečných tisků, nejčastěji ve formátu 40×50 cm. Mnoho kopií vzniklo během sedmdesátých let a konečně poskytlo Adamsovi finanční nezávislost na komerčních projektech. Celková hodnota těchto originálních výtisků přesahuje 25 000 000 amerických dolarů a nejvyšší cena zaplacená za jeden tisk Východu Měsíce dosáhla 609 600 amerických dolarů v roce 2006 na aukci Sotheby v New Yorku.
Mural Project skončil 30. června 1942 a kvůli druhé světové válce nástěnné obrazy nebyly nikdy vytvořeny. Adams na ministerstvo poslal celkem 225 malých tisků, ale pořídil 229 negativů, které si nechal. Mezi ně patří mnoho slavných obrazů, jako jsou Tetonské hory a Hadí řeka. Ačkoli by měly být negativy správně majetkem americké vlády, Adams věděl, že národní archiv nevěnoval fotografickému materiálu náležitou péči, tak používal různé vytáčky, aby se vyhnul odpovědím na dotazy.
Otázka vlastnictví se probírala hlavně kolem snímku Východ Měsíce. Ačkoli si Adams vedl pečlivé záznamy o svém cestování a výdajích, poněkud méně disciplinovaný byl na záznamy dat svých fotografií a zanedbal si poznamenat datum pořízení Východu Měsíce. Ale pozice Měsíce umožnila obraz nakonec datovat z astronomických výpočtů a v roce 1991 Dennis di Cicco z časopisu Sky & Telescope určil datum vzniku Východu Měsíce na 1. listopad 1941. Protože to bylo v den, ve kterém již nepracoval pro ministerstvo vnitra, obraz patří Adamsovi.

#### Druhá světová válka

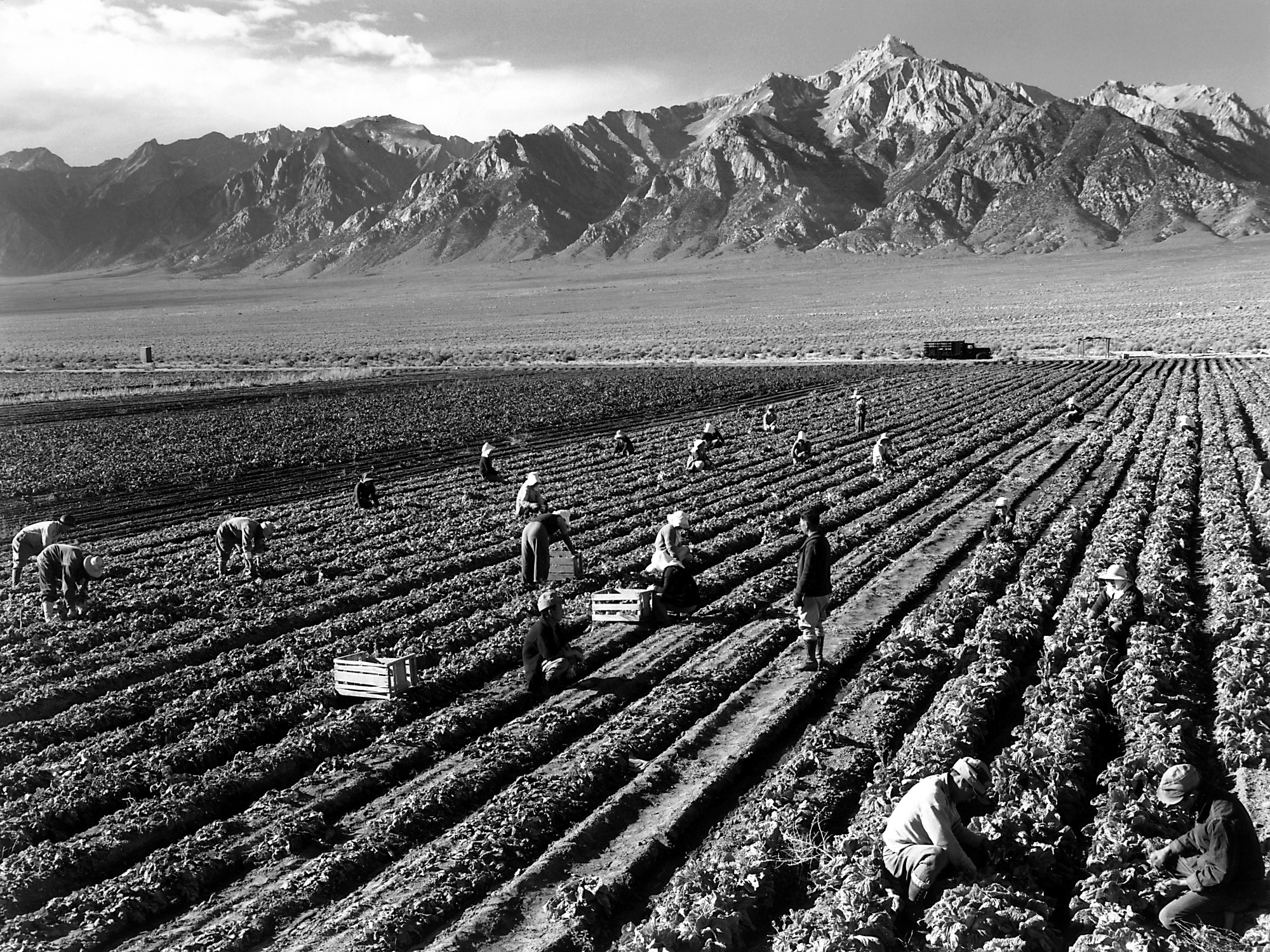
Zemědělci pracující na poli, v pozadí hora Mt. Williamson, relokační centrum Manzanar, Kalifornie

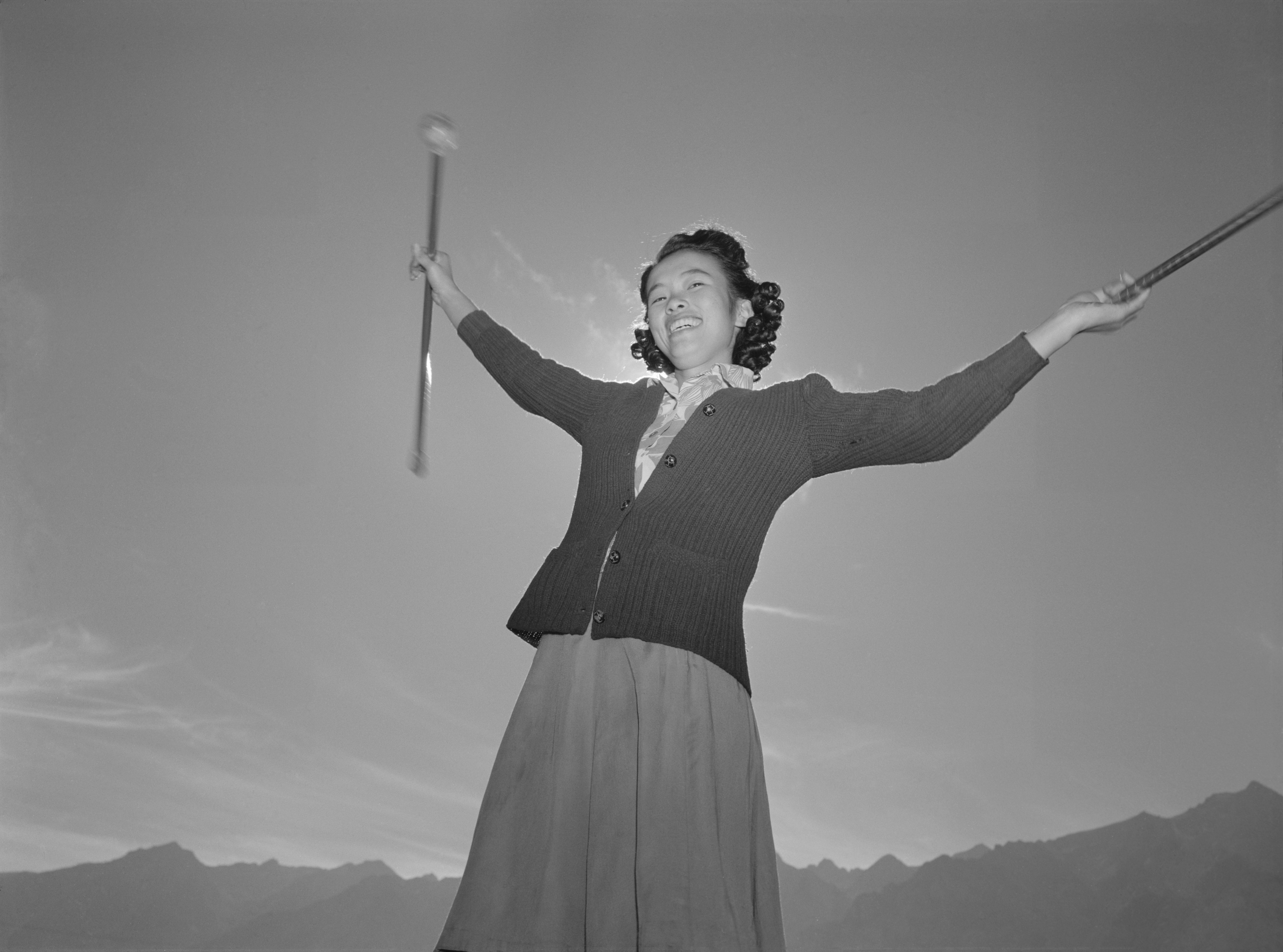
Zkouška mažoretek, Florence Kuwata, relokační centrum Manzanar, 1943

Když Edward Steichen na počátku roku 1942 formoval svou fotografickou jednotku Naval Aviation Photographic Unit, tak požádal Ansela Adamse, jestli by nechtěl vést temnou komoru a laboratoř ve Washingtonu. Přibližně v únoru 1942 se Steichen Adamse zeptal, zda by nechtěl do společnosti vstoupit. Adams souhlasil pod dvěma podmínkami: chtěl získat hodnost důstojníka a pracovat až od 1. července. Steichen však chtěl dát skupinu dohromady co možná nejrychleji, a proto místo Adamse vybral jiné fotografy, kteří byli připraveni nastoupit již od začátku dubna.
Adamse těžce zasáhla internace Američanů japonského původu, která nastala po útoku na Pearl Harbor. Požádal o povolení k návštěvě internačního tábora Manzanar v Owens Valley u hory Mount Williamson. Výsledná fotoesej se poprvé objevila v Muzeu moderního umění a později vyšla jako Born Free and Equal: The Story of Loyal Japanese-Americans. Vydání této knihy „se setkalo se zneklidňujícím odporem a bylo odmítnuto jako neloajální.“ Tato práce byla stylisticky a filozoficky významným odklonem od předchozí práce, díky které je Adams známý. Pracoval pro společnost War Relocation Authority, což byl orgán odpovědný za internaci a stěhování japonských Američanů během druhé světové války. Portrétoval japonské Američany a Japonce v několika stálých táborech po Americe. Přispěl také k válečnému úsilí tím, že zrealizoval mnoho fotografických projektů pro armádu, včetně výroby tisků tajných japonských operací na Aleutských ostrovech.
Od roku 1943 měl Adams na střeše svého automobilu namontovanou fotografickou platformu, na kterou mohl vylézt a fotografovat tak z větší výšky. Tato platforma mu umožnila lepší výhled na bezprostřední popředí a lepší úhel pro rozsáhlé pozadí. Platformu používal na různých značkách aut od prostorných limuzín De Soto, přes sentimentální Ford Woodies až po Chevrolety kombi. Od té doby většinu svých krajinářských fotografií pořídil ze střechy automobilu a ne v rámci vrcholové turistiky jako dříve. V té době mu bylo 41 let.
Adams během své kariéry třikrát získal Guggenheimovo stipendium, poprvé v roce 1946 na fotografování národního parku. Tato série fotografií obsahovala nezapomenutelné obrazy gejzíru Old Faithful, hory Grand Teton nebo Denali. V té době existovalo  v USA 28 národních parků a Adams nafotil 27 z nich, chyběl mu pouze národní park Everglades na Floridě.
V roce 1945 byl Adams požádán, zda by na San Francisco Art Institute nevytvořil první oddělení výtvarné fotografie. Adams pozval jako hlavního lektora Minora Whitea a jako hostující přednášející Dorothu Langeovou, Imogen Cunninghamovou a Edwarda Westona. Toto oddělení fotografie vystudovalo mnoho významných fotografů jako například Philip Hyde, Benjamen Chinn nebo William Heick.

### 1950–1960
V roce 1952 byl Adams jedním ze zakladatelů časopisu Aperture, který byl zamýšlen jako seriózní fotografický magazín věnovaný nejlepším praktickým záležitostem a nejnovějším inovacím. Adams také přispíval do Arizona Highways cestopisného časopisu bohatého na fotografie. Jeho článek Mission San Xavier del Bac, s textem jeho dlouholeté přítelkyně Nancy Newhallové, byl rozšířen do rozsahu knihy vydané v roce 1954. Toto byla první jejich první spolupráce, po které následovala řada dalších.
V červnu 1955 Adams zahájil své každoroční kurzy v Yosemitech, kterými do roku 1981 prošlo tisíce studentů. Až do 70. let také pokračoval s komerčními zakázkami. Stal se konzultantem s měsíční smlouvou pro Polaroid Corporation, kterou založil jeho dobrý přítel Edwin Land. Adams vytvořil tisíce fotografií s produkty Polaroid; k těm nejvýznamnějším patří El Capitan, Winter, Sunrise (1968). Během posledních dvaceti let svého života používal střední formát 6×6 cm Hasselblad, se kterým pořídil snímek Moon and Half Dome (1960).
V roce 1963 Adams publikoval své třetí portfolio What Majestic Word a věnoval jej vzpomínce na svého přítele ze Sierra Clubu Russellovi Varianovi, spoluvynálezci klystronu, který zemřel v roce 1959. Název knihy byl převzat z básně „Sand Dunes“ od Johna Variana, Russellova otce, a patnáct fotografií bylo doprovázeno spisy Johna a Russella Variana. Russellova vdova Dorothy napsala předmluvu, ve které vysvětlila, že fotografie byly vybrány tak, aby sloužily jako interpretace postavy Russella Variana.

## Pozdější kariéra

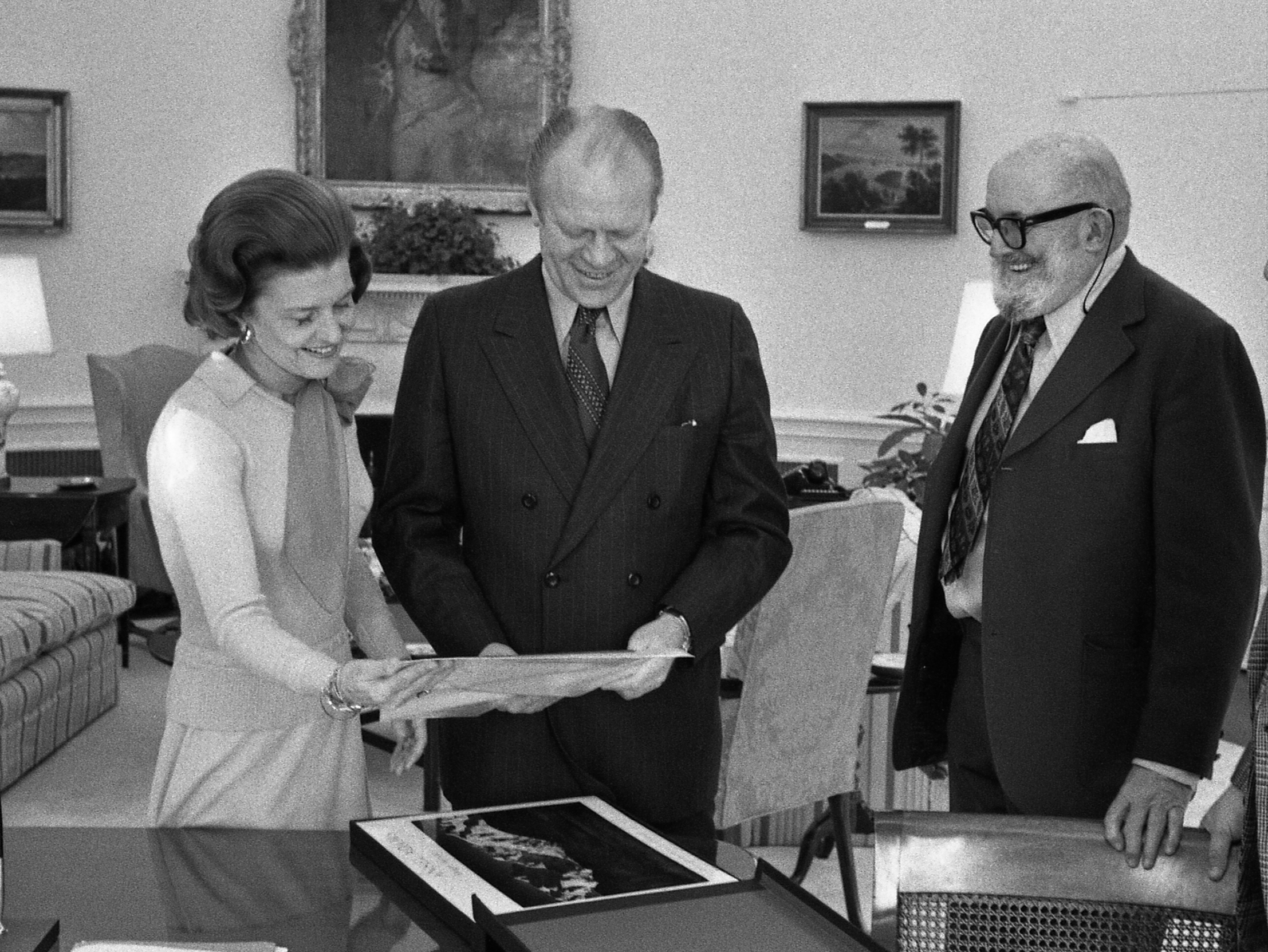
Prezident Gerald Ford a první dáma Betty Fordová si společně s Adamsem prohlížejí fotografie, 1975

Od šedesátých let Adams začal trpěl dnou a artritidou. Doufal, že jeho stavu prospěje přestěhování do nového domova. Adams a jeho manželka zvažovali Sante Fe, ale oba měli závazky v Kalifornii (Virginie řídila Yosemitské studio svého otce). Jeden z jejich přátel jim nabídl, že jim prodá dům v Carmel Highlands na pobřeží Big Sur. S architektem Eldridgem Spencerem začali v roce 1961 plánovat nový domov, do kterého se roku 1965 přestěhovali. Adams začal věnovat většinu svého času tisku nevyřízených negativů, které se nahromadily za čtyřicet let.
V šedesátých létech několik tradičních uměleckých galerií, které původně považovaly za nevhodné vystavovat fotografie vedle malovaných děl, se rozhodly vystavit Adamsovy snímky, zvláště bývalá Kenmore Gallery ve Filadelfii. V březnu 1963 Ansel Adams a Nancy Newhallová přijali pověření od Clarka Kerra, prezidenta Kalifornské univerzity na pořízení série fotografií univerzitních kampusů připomínající oslavy stého výročí. Sbírka s názvem Fiat Lux podle univerzitního motta byla vydávána v roce 1967 a nyní je v archivu muzea fotografie v Kalifornské univerzitě v Riverside.
V roce 1974 Adams vystavoval na fotografickém festivalu Rencontres d'Arles (dříve známém jako Rencontres Internationales de la Photographie d'Arles) ve Francii. Měl také velkou retrospektivní výstavu v Metropolitním muzeum umění. Během sedmdesátých let Adams přetiskl negativy ze svého archivu, aby alespoň zčásti uspokojil velkou poptávku uměleckých muzeí, která (konečně) otevřela fotografická oddělení a žádala jeho práce.
Prezident Jimmy Carter jej pověřil, aby pořídil první oficiální portrét prezidenta zhotoveného na fotografii. Ten rok také spolupracoval s Centrem kreativní fotografie na University of Arizona, která zpracovává některé z jeho záležitostí týkajících se majetku.

### Smrt a odkaz

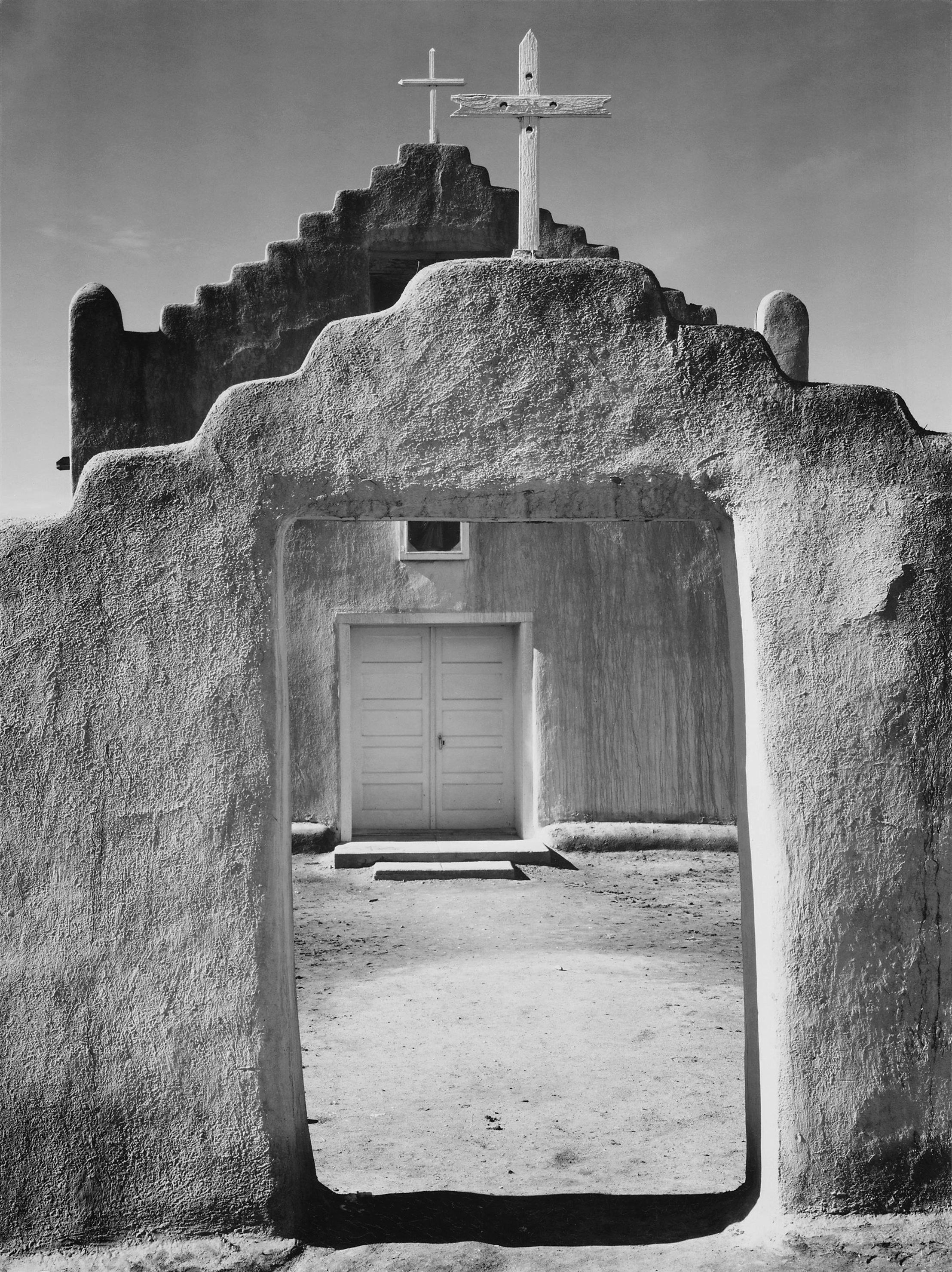
Kostel, národní kulturní památka Taos Pueblo, Nové Mexiko, 1942

Adams zemřel na kardiovaskulární onemocnění 22. dubna 1984 na jednotce intenzivní péče v nemocnici Community Hospital of the Monterey Peninsula v Monterey v Kalifornii ve věku 82 let. Byl obklopen svou manželkou, dětmi Michaelem a Annou a pěti vnoučaty.
Vydavatelská práva pro většinu Adamsových fotografií jsou spravována agenturou The Ansel Adams Publishing Rights Trust. Archiv Adamsovy práce je umístěn v Centru kreativní fotografie na University of Arizona v Tucsonu a v Institutu umění v Chicagu v Illinois. V aukci se prodalo mnoho Adamsových děl, dne 17. října 2006 se fotografie Východ Měsíce, Hernandez, Nové Mexiko prodala v aukční síni Sotheby’s za 609 600 amerických dolarů; o 4 roky později byla jeho fotografie Vyjasnění po zimní bouři, národní park Yosemite vydražena za 722 500 amerických dolarů.
John Szarkowski ve svém úvodu knihy Ansel Adams: Classic Images píše: „Láska, s jakou Američané obdivují práci a osobu Ansela Adamse během jeho stáří, a že se od jeho smrti nadále vyjadřují s nezmenšeným nadšením, to je mimořádný fenomén, který je možná v porovnání s naší zemí v reakci na vizuálního umělce nesrovnatelný.“
Stovky jeho snímků spadají do kategorie public domain a jsou k dispozici na úložišti obrázků Wikimedia Commons.

## Příspěvky a vliv

### Krajiny amerického západu
Romantičtí krajinomalíři Albert Bierstadt a Thomas Moran zobrazovali Grand Canyon a Yosemity během 19. století, následováni fotografy Carletonem Watkinsem, Eadweardem Muybridgem nebo Georgem Fiskem. Adamsovo dílo se od nich odlišuje jeho zájmem o přechodné a pomíjivé. Fotografoval v různých časech dne a roku, zachycující měnící se světlo a atmosféru krajiny. Jeho velkolepé, velmi detailní obrazy vznikly z jeho zájmu o přirozené prostředí. Jeho černobílé fotografie nebyly čistými dokumenty, ale odrážely vznešený zážitek přírody jako duchovního místa. S narůstající degradací životního prostředí na Západě během 20. století, jeho fotografie ukazují závazek k zachování divoké přírody.
Umělecký kritik John Szarkowski napsal: „Ansel Adams se více než kdokoliv před ním díval, aby viděl specifické kvality světla, které dopadalo na konkrétní místo v určitém okamžiku. Pro Adamse není přirozená krajina pevnou sochou, ale nehmotným obrazem, který se proměňuje jako světlo, které se neustále střídá. Tato citlivost pro specifičnost světla byla motivem, která nutila Adamse, aby vyvinul svou legendární fotografickou techniku.“
V roce 1955 Edward Steichen vybral Adamsovu fotografii Mount Williamson pro světovou putovní výstavu Muzea moderního umění Lidská rodina, kterou vidělo devět milionů návštěvníků. Fotografie o rozměrech 3×3,7 metru se stala největším tiskem na výstavě, prezentována od podlahy ke stropu v prominentním místě jako pozadí k sekci Vztahy, jako připomínka zásadní závislosti lidstva na půdě. Nicméně, i přes nápadné a prominentní umístění Adams vyjádřil nespokojenost s „hrubým“ zvětšením a „ubohou“ kvalitou tisku.

### Ochrana přírody
Adams ve své autobiografii vyjádřil své znepokojení nad ztrátou vztahu Američanů k přírodě v průběhu industrializace a využívání přírodních zdrojů země. Prohlásil:
Všichni známe tragédii Dust Bowl, kruté neodpustitelné eroze půdy, vylovení ryb a zvěře a zmenšování vzácných lesů. A víme, že takové katastrofy se dotknou ducha lidí... Divočina je utlačena, člověk je všude. Samota, tak životně důležitá pro jednotlivce, není téměř nikde.

### Skupina f/64
V roce 1932 Adams pomáhal založit anti‐piktorialistickou Skupinu f/64, což bylo volné a relativně krátce trvající sdružení podobně smýšlejících „přímých“ nebo „čistých“ fotografů na západním pobřeží, jehož členy byli například Edward Weston nebo Imogen Cunninghamová. Modernistická skupina upřednostňovala vysokou ostrost – f/64 je nastavení velmi malé clony, které na velkoformátových kamerách poskytuje velkou hloubku ostrosti – kontaktní tisk, přesně exponované obrazy přírodních forem nebo nalezených objektů a využití celého tonálního rozsahu fotografie.
Adams pro skupinu napsal manifest publikovaný na jejich výstavě v De Youngovo muzeu:
Skupina f/64 se omezuje u svých členů a vystavujících hostů na ty fotografy, kteří se snaží pojmout fotografii jednoduchou a přímou formou s použitím čistých fotografických metod. Skupina nebude nikdy prezentovat práce, které neodpovídají standardu čisté fotografie. Čistou fotografií je myšlena fotografie, která si od žádné jiné umělecké formy nepůjčuje technické, tvůrčí ani myšlenkové postupy. Na druhé straně práce piktorialistů ukazuje oddanost principům umění, které jsou přímo příbuzné malbě a grafickému vyjádření. Členové Skupiny f/64 věří, že fotografování jako umělecká forma zůstane vždy nezávislá na ideologických konvencích umění a estetiky a bude se rozvíjet svým nezávislým způsobem.

Škola f/64 se setkala s odporem piktorialistů, zvláště Williama Mortensena, který nazval jejich práci „tvrdou a křehkou”. Adamsovi se nelíbilo dílo Mortensena ani jeho osoba, a odkazoval na něho jako na „Antikrista“. Puristé se přátelili s prominentními historiky a jejich vliv vedl k vyloučení Mortensena z historie fotografie.
Adams později rozvinul tento puristický přístup do techniky zonálního systému.

### Zonální systém

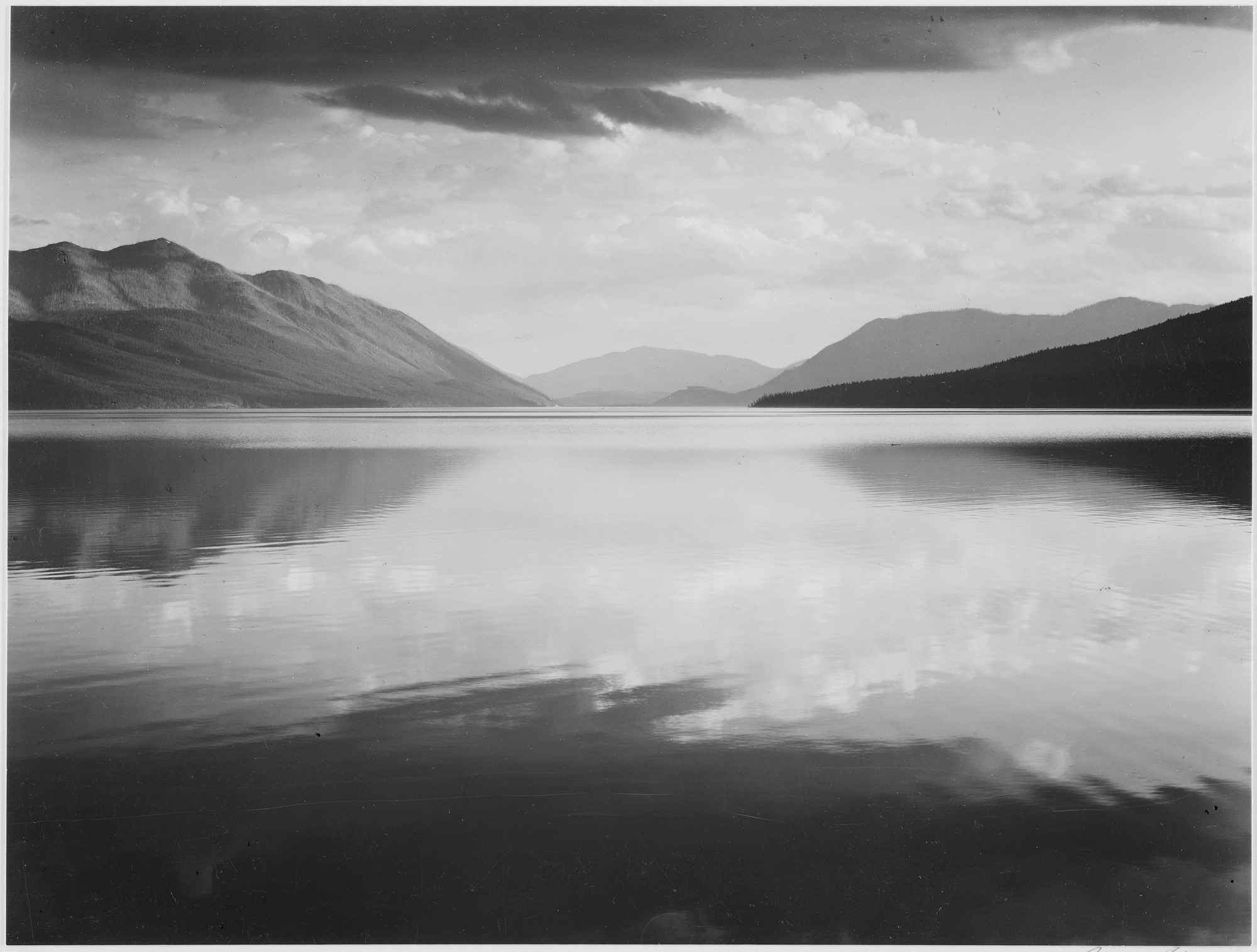
Večer, jezero McDonald, národní park Glacier, 1942

Když v letech 1939–1940 Adams a portrétní fotograf Fred Archer vyučovali na Art Center School v Los Angeles, vyvinuli systém pro správu fotografického procesu nazvaný zonální systém. Byl založen na senzitometrii, měření citlivosti fotografických materiálů. Tato měření určovalo vztah mezi dobou expozice a výslednou hustotou na negativu. Zonální systém poskytuje kalibrovanou stupnici jasu v zónách, od zóny 0 (černá) přes odstíny šedé až po zónu X (bílá). Fotograf může provádět světelné odečty klíčových prvků ve scéně a pomocí systému zón určit, jak musí být film exponován a vyvolán tak, aby bylo dosaženo požadovaných světel nebo stínů. Zonální systém byl sice vytvořen pro černobílý deskový film, ale je také použitelný pro svitkový film, a to jak černobílý, tak barevný, negativní a inverzní a také v digitální fotografii.

### Fotografické oddělení MoMA
V roce 1940 Adams s důvěrníkem Davidem H. McAlpinem a kurátorem Beaumontem Newhallem pomohl založit fotografické oddělení Muzea moderního umění (MoMA) v New Yorku. MoMA bylo první významné americké umělecké muzeum s vlastním oddělením fotografie. Adams působil jako McAlpinův a Newhallův hlavní poradce. Peter Galassi, hlavní kurátor oddělení v pozdějších letech, řekl, že „Adamsova oddanost a nekonečná energie byly životně důležité pro vytvoření oddělení a jeho programů v jeho raných letech.” Pro ty, kteří hledali institucionální uznání fotografie, bylo založení oddělení důležitým momentem, který označil médium za rovné malbě a sochařství.
Dne 31. prosince 1940 zahájilo oddělení svou první výstavu Sixty Photographs: A Survey of Camera Esthetics,
která se podobala velkým výstavám, které Adams a Newhall dělali dříve nezávisle. Výstava považovala za hlavní princip estetickou kvalitu, což byla filosofie stojící v rozporu s názory mnoha spisovatelů a kritiků, kteří argumentovali tím, že by mělo být více zastoupeno jazykové využití média jako prostředku komunikace. Fotograf Ralph Steiner napsal článek pro PM, kde si stěžoval, že „na celém tom [MoMA] se zdá, že fotografii považuje spíše za měkkou hudbu než za jazz u večeře s biftekem.” Tom Maloney, vydavatel magazínu U.S. Camera napsal, že výstava byla „velmi volná, velmi nedotčená, velmi malá, velmi ultra.” Podle Newhalla měla výstava představit uměleckou dokonalost a „nedefinovat, ale navrhovat možnosti fotografického vidění.“

## Ceny a ocenění

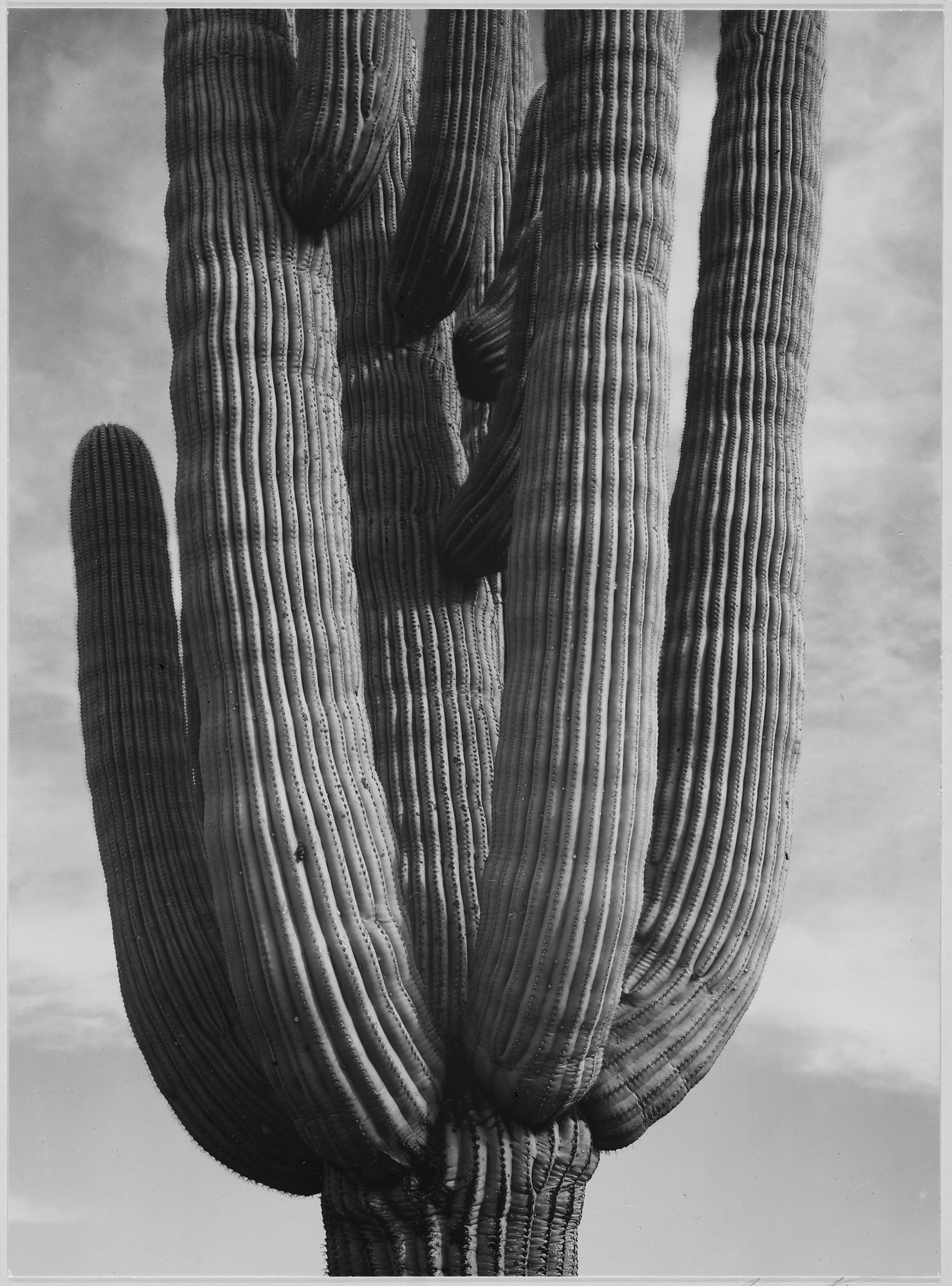
Detail kaktusu, Saguaros, národní památka Saguro, Arizona, 1941

Adams přijal množství cen během svého života i posmrtně, a několik cen bylo po něm pojmenováno.
Za fotografii dostal v roce 1981 cenu Hasselblad Award. Dvě jeho fotografie Tetonské hory a Hadí řeka a pohled na Golden Gate Bridge z pláže Baker Beach, jsou dva ze 115 obrázků, které jsou na zlaté desce Voyageru, uložené v sondách Voyager 1 a Voyager 2. Tyto snímky byly vybrány tak, aby zprostředkovaly informace o lidech, rostlinách a zvířatech a geologických vlastnostech Země pro potenciální mimozemské civilizace.
Za jeho úsilí o ochranu životního prostředí Adams získal v roce 1963 ocenění Sierra Club John Muir Award. V roce 1968 mu byla udělena nejvyšší cena Ministerstva vnitra Conservation Service Award. V roce 1980 mu prezident Jimmy Carter udělil Prezidentskou medaili svobody, nejvyšší civilní vyznamenání v USA za „jeho snahu zachovat divoké přírodní a scénické oblasti této země, a to jak na filmu, tak na zemi.“
Adams obdržel čestný doktorát umění na Harvardově univerzitě a čestný doktorát výtvarného umění z Yaleovy univerzity. V roce 1966 byl zvolen členem Americké akademie umění a věd. V roce 2007 byl uveden do Kalifornské síně slávy guvernérem Kalifornie Arnoldem Schwarzeneggerem a první dámou Marií Shriverovou.
Ansel Adams Award for Conservation Photography byla založena klubem Sierra Club's v roce 1971, a ocenění Ansel Adams Award for Conservation byla založena v roce 1980 společností The Wilderness Society. Ta ve svém washingtonském sídle provozuje vlastní galerii s velkou stálou výstavou jeho prací. Lokalita Minarets Wilderness v Inyo National Forest a vrchol vysoký 3 580 metrů byly v roce 1985 přejmenovány na Ansel Adams Wilderness a Mount Ansel Adams.

## Fotografie

### Barevné snímky
Adams byl známý většinou svými výrazně tištěnými velkoformátovými černobílými fotografiemi, ale hodně také pracoval s barvou. Nicméně upřednostňoval černobílou fotografii, o které věděl, že může ovlivnit větší rozsah sytých, výrazných tónů a cítil se omezený tuhostí barevného procesu. Většina jeho práce s barvami byla realizována na pracovních povinnostech, nepovažoval svou práci s barvou za důležitou nebo expresivní, ba dokonce posmrtné používání jeho barevných prací výslovně zakazoval.

### Významné fotografie
- Monolit, tvář skalního útvaru Half Dome, Národní park Yosemite, 1927.
- Růže a naplavené dřevo, San Francisco, Kalifornie, 1932.
- Georgia O'Keeffe a Orville Cox, národní památka Canyon de Chelly, 1937.
- Vyjasnění po zimní bouři, národní park Yosemite, Národní park Yosemite, 1940.[162]
- Měsíc a Half Dome, Národní park Yosemite, Kalifornie, 1960.
- Východ Měsíce, Hernandez, Nové Mexiko, 1941.
- Zimní východ slunce, Sierra Nevada, z Lone Pine, Kalifornie, 1944.
- Topoly, Severní Nové Mexiko, 1958.
- El Capitan, zima, východ slunce, 1968.

## Galerie
Krajinářské a portrétní fotografie, většinou objednané Národním parkem

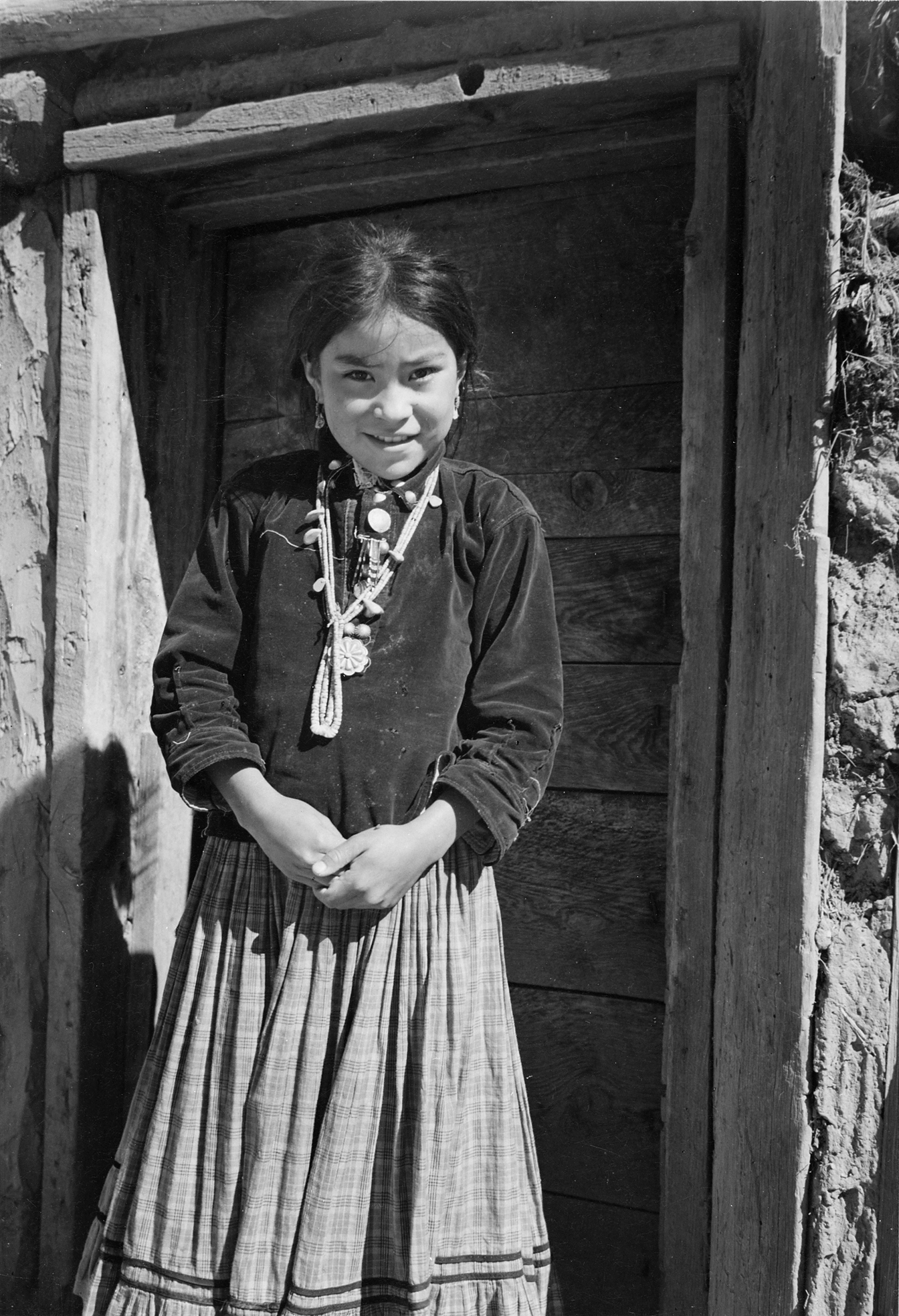
Dívka indiánského kmene Navahů, Canyon de Chelle, Arizona. národní památka Canyon de Chelly, 1933–1942
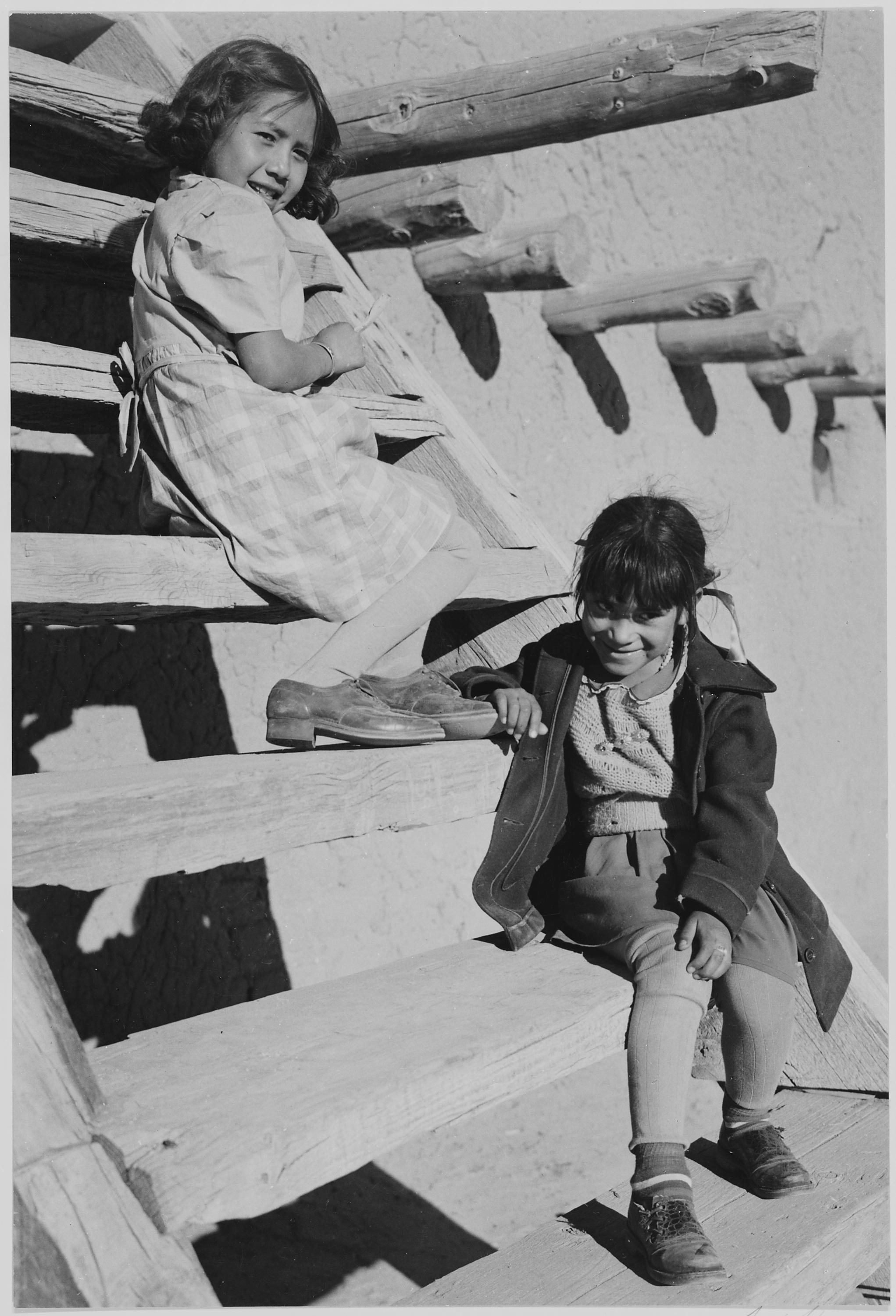
Dvě mladé dívky Tewa sedí na schodech, San Ildefonso Pueblo, Nové Mexiko, 1942
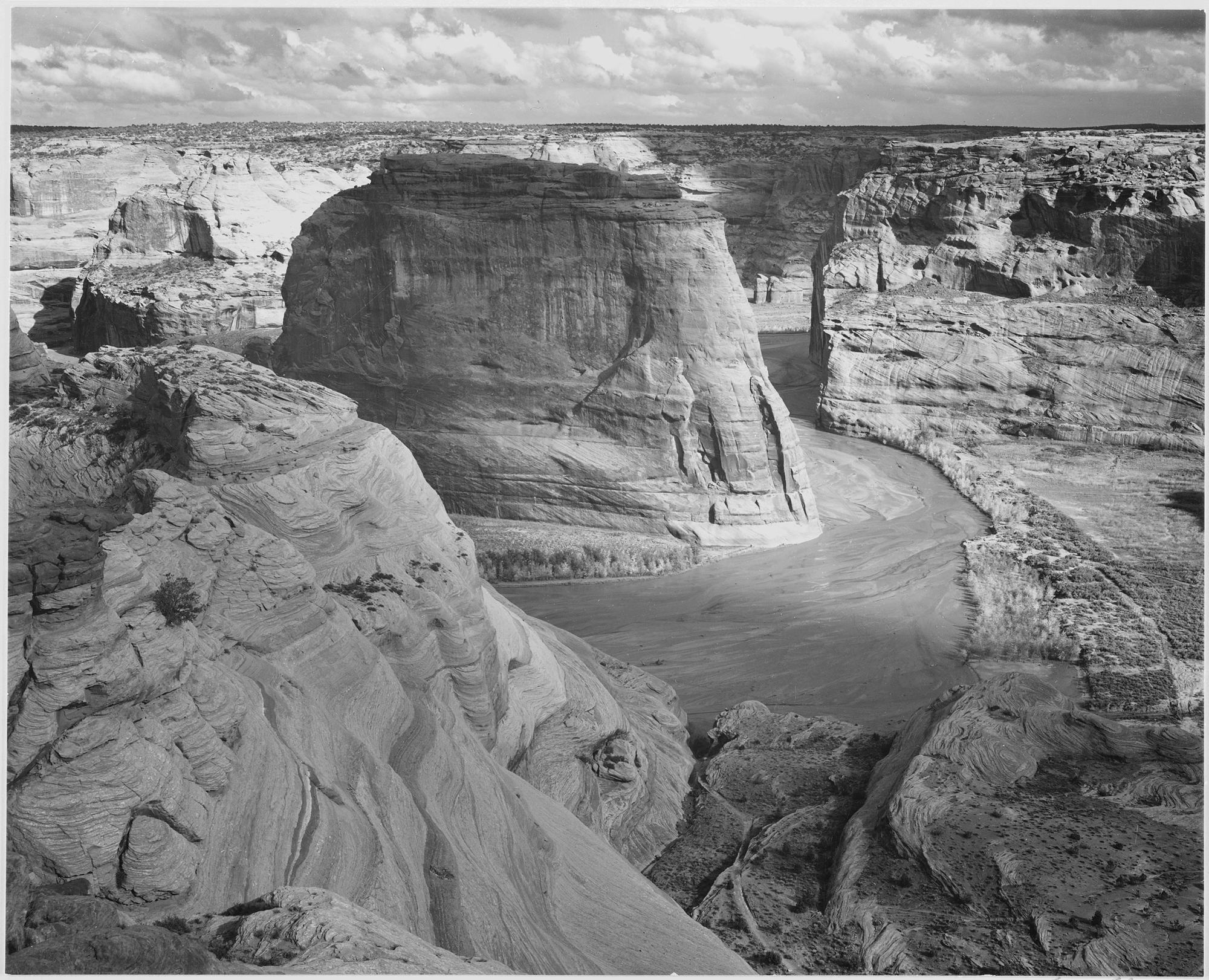
Canyon de Chelly, 1941
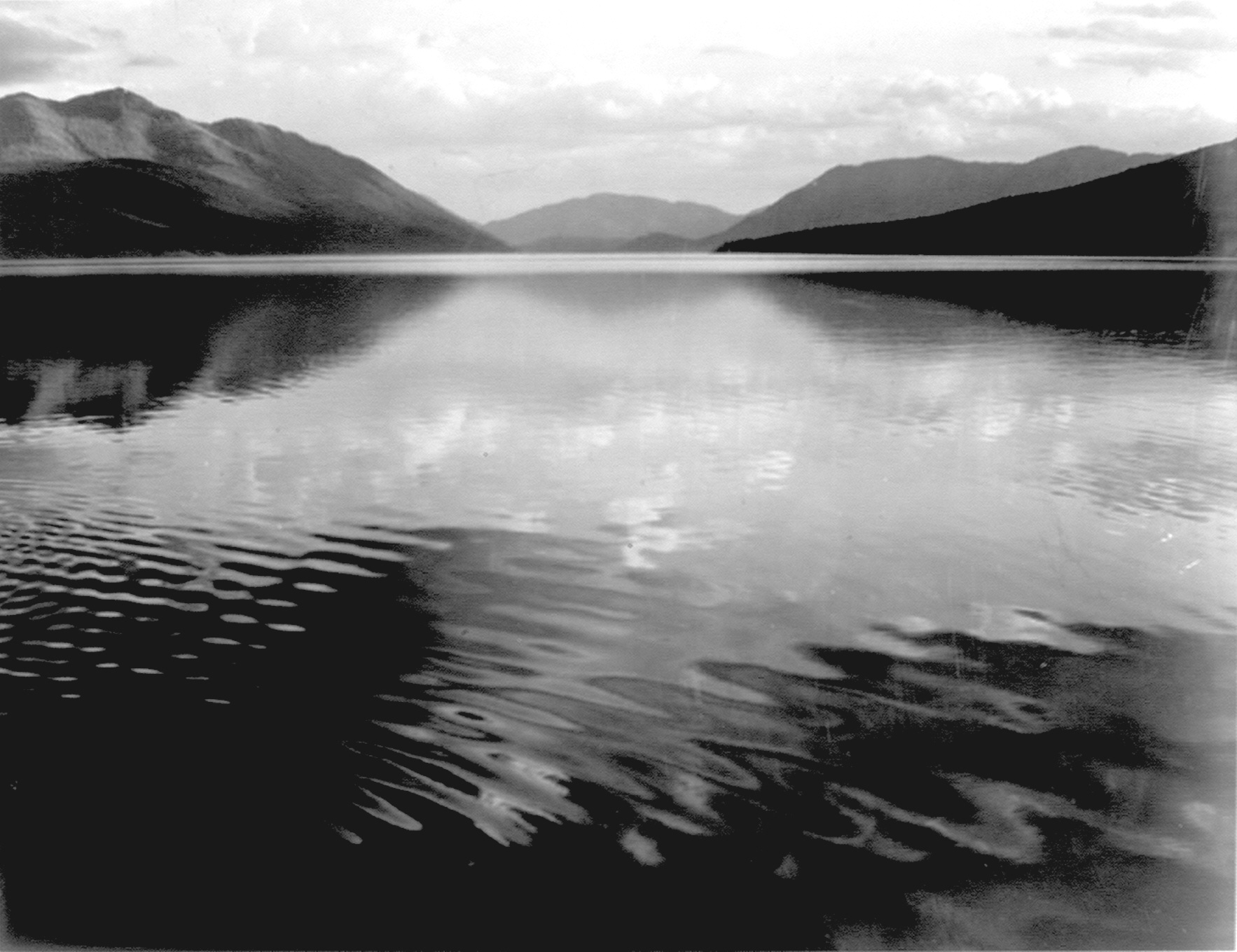
McDonald Lake, Národní park Glacier, Montana, 1941
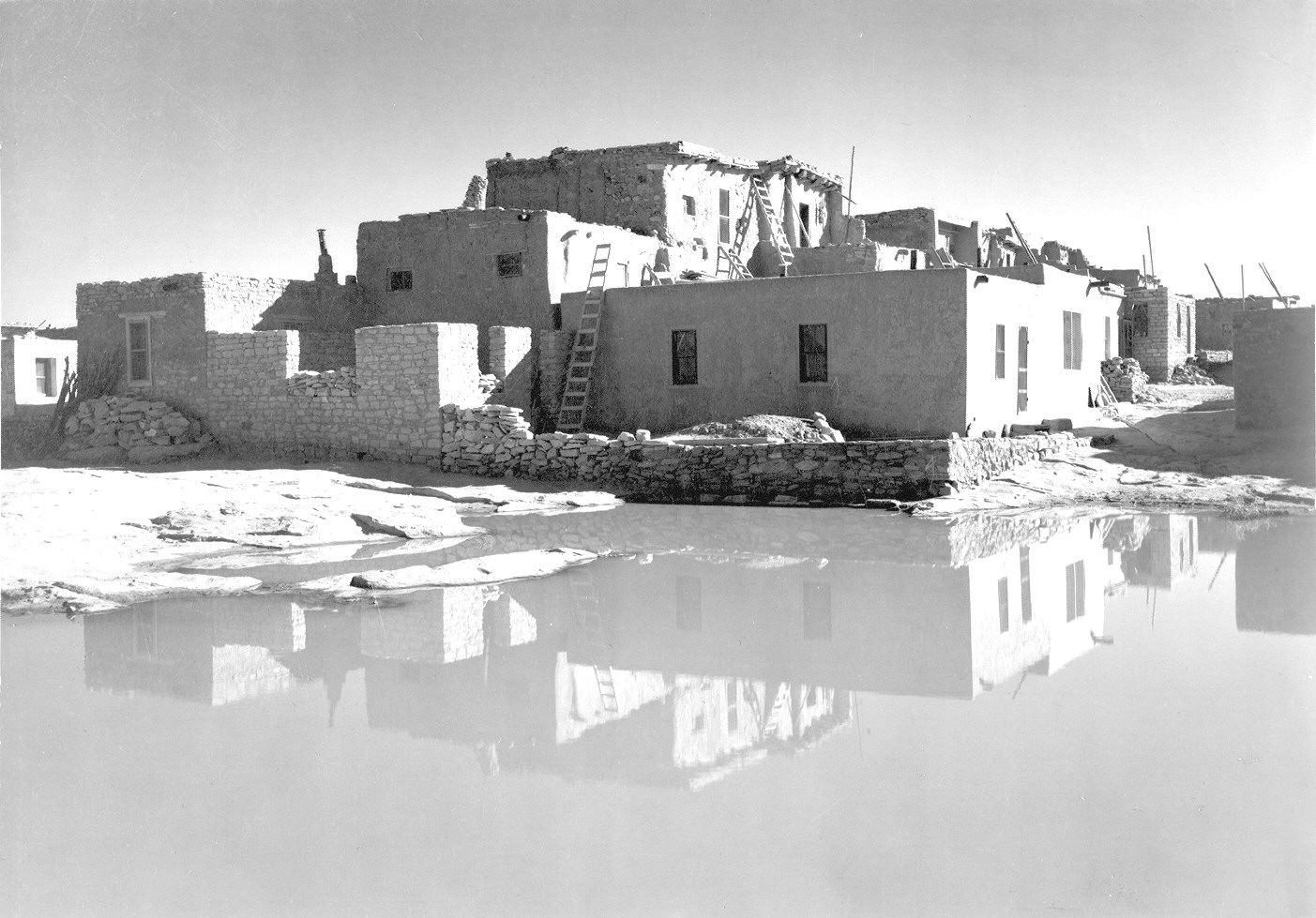
Acoma Pueblo, 1941–1942
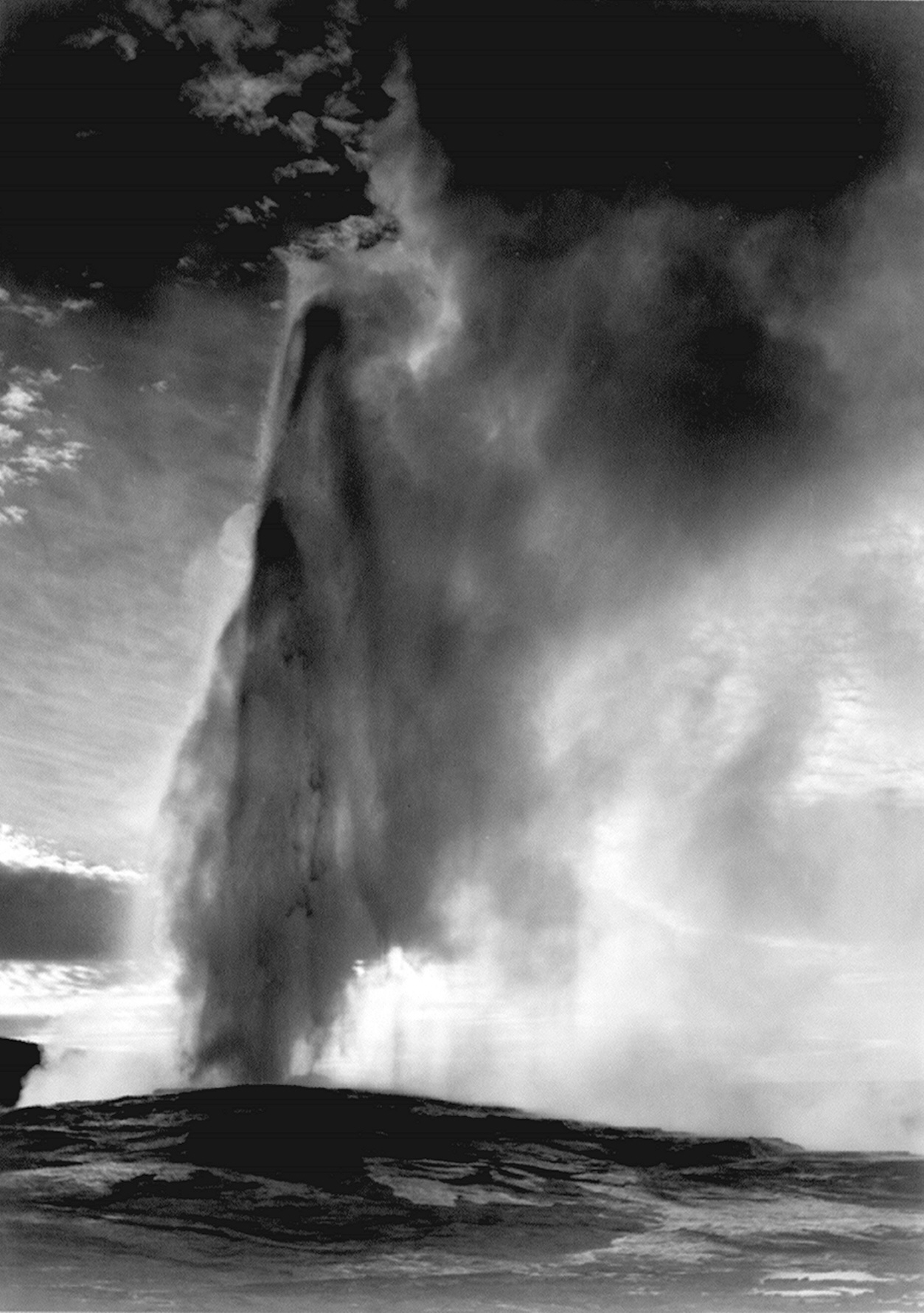
Gejzír Old Faithful, Yellowstonský národní park, 1942
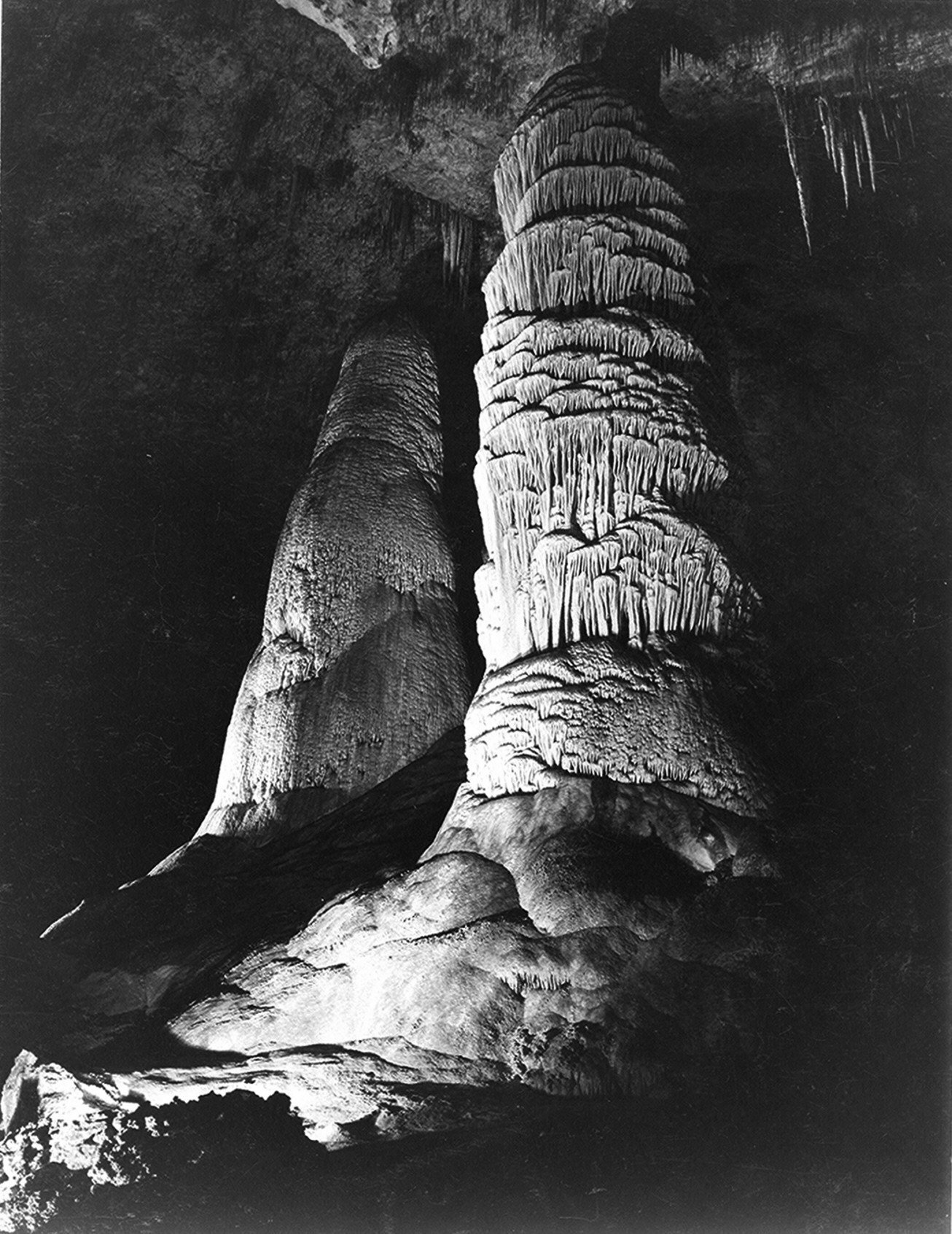
Carlsbad-Giant Dome, 1942
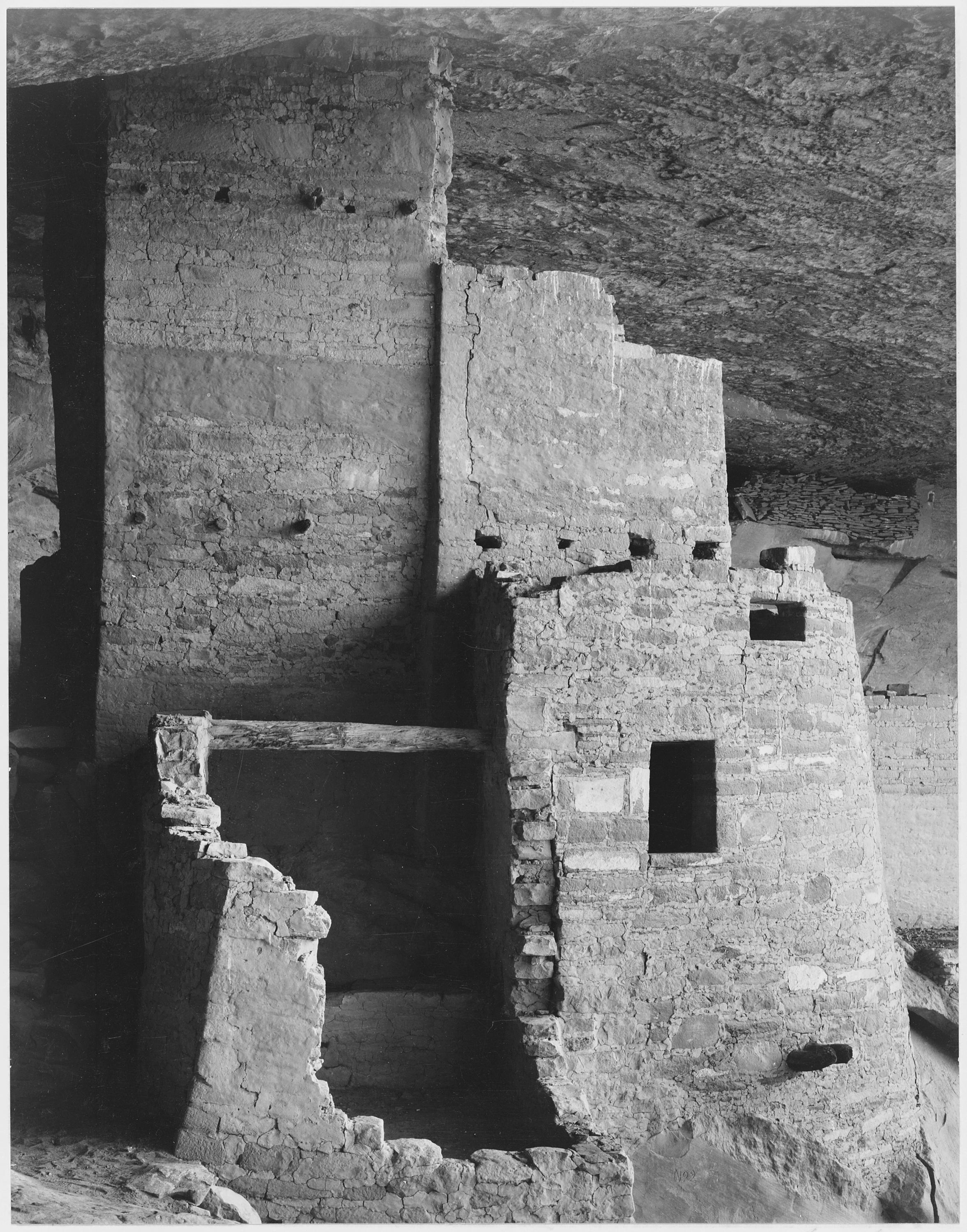
Cliff Palace, národní park Mesa Verde, 1941
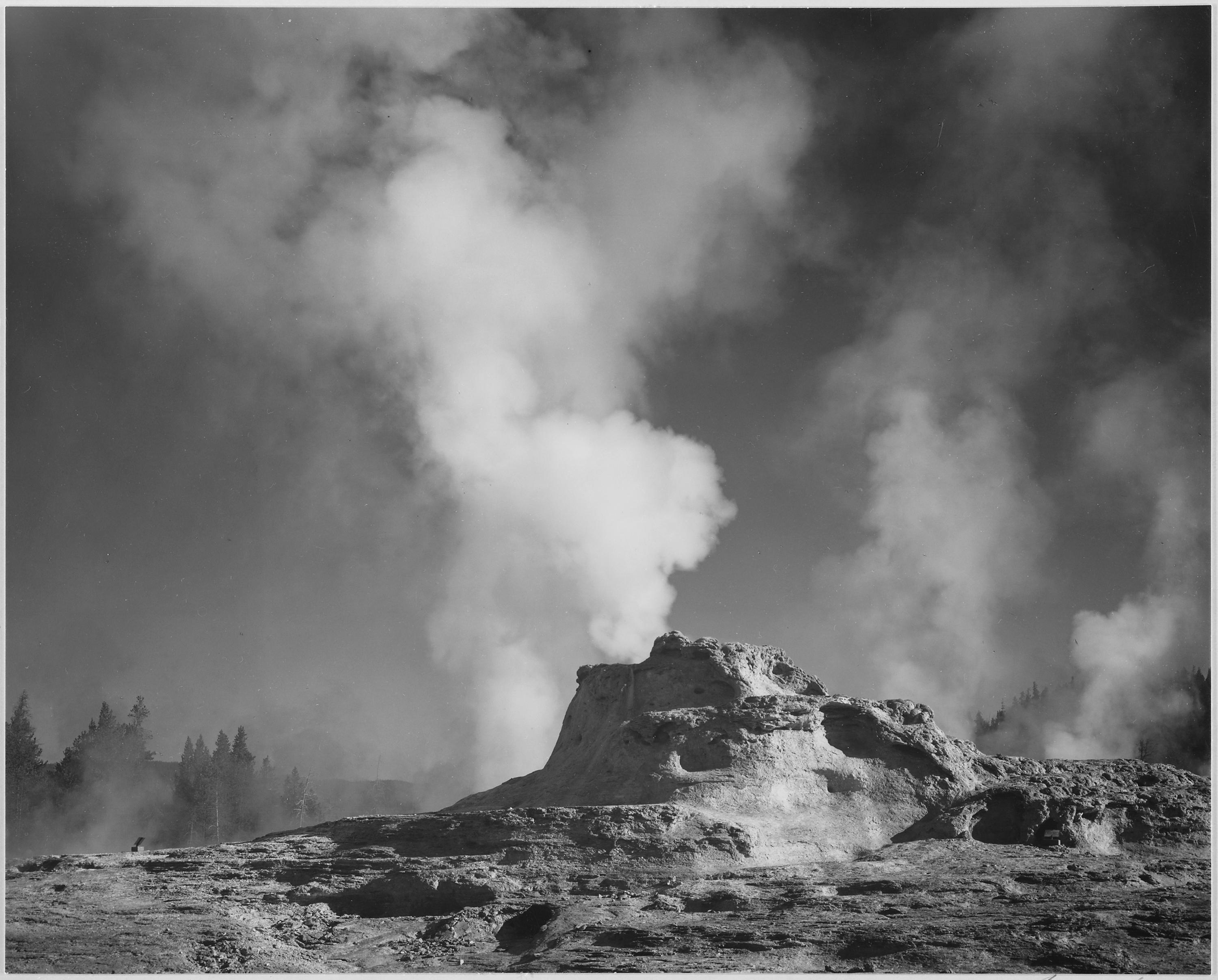
Castle Geyser Cove, Yellowstonský národní park, Wyoming, 1941
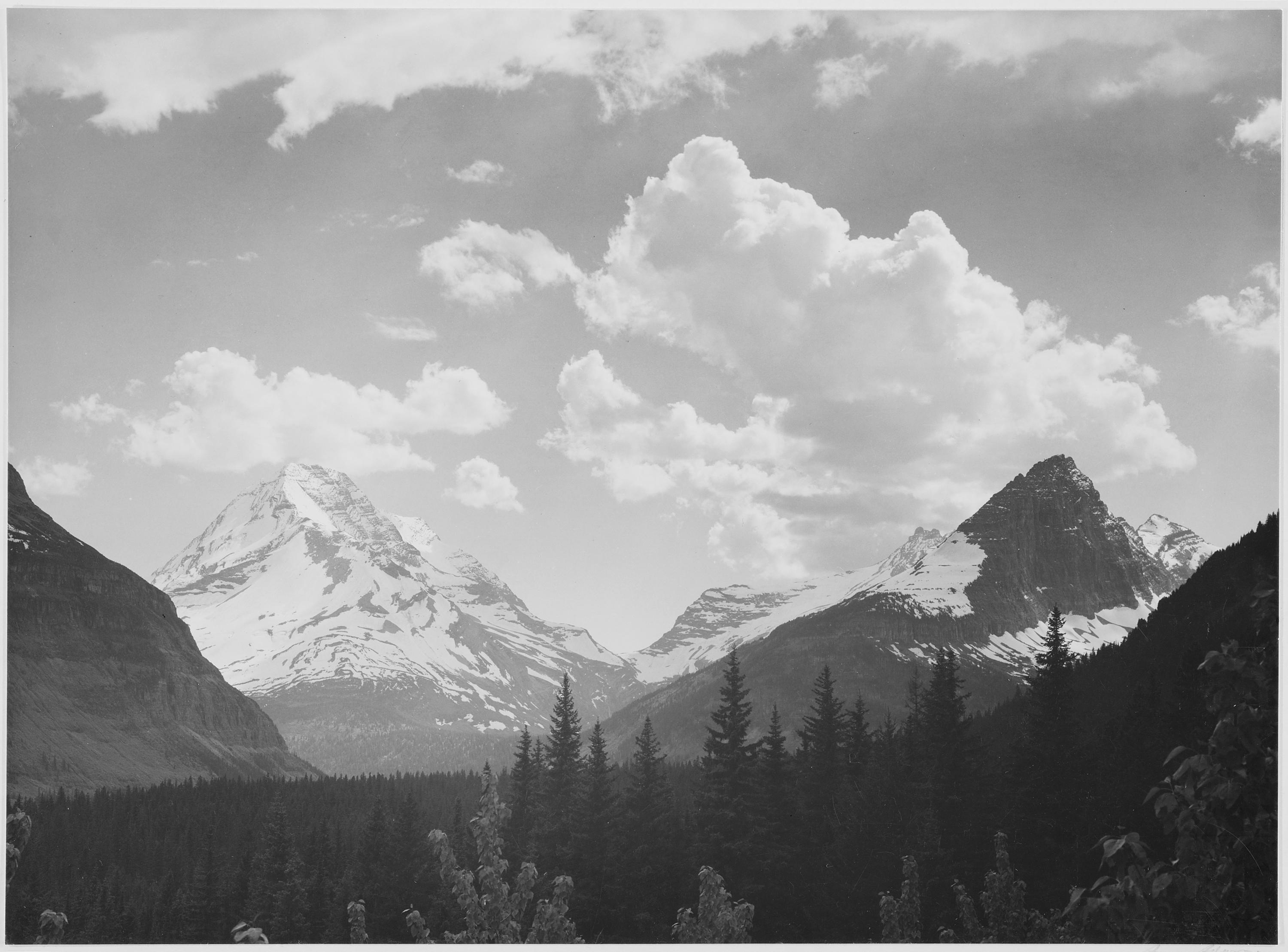
Pohled přes les na hory a mraky, Národní park Glacier, Montana, 1941
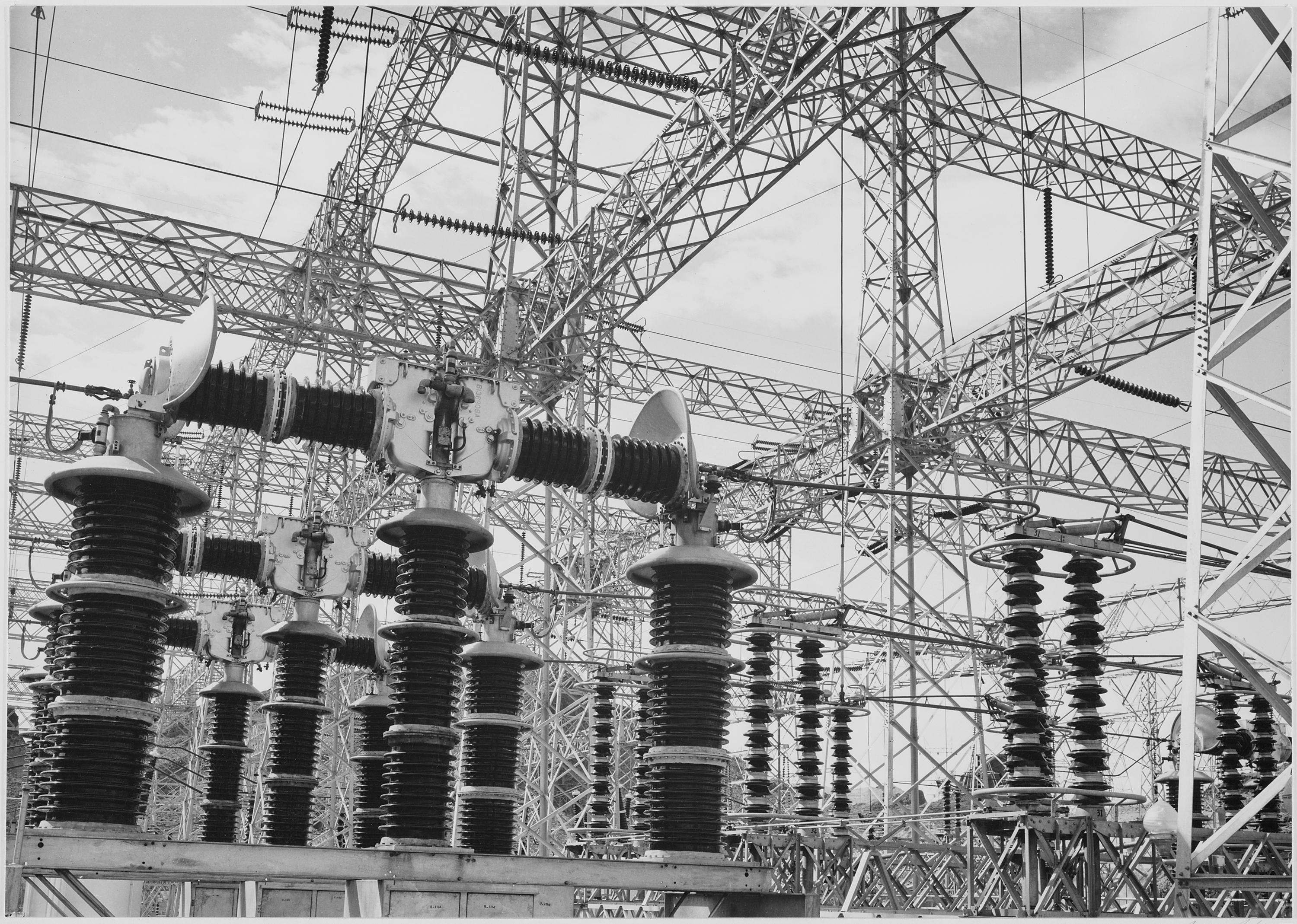
Elektrické vedení z elektrárny Boulder Dam, 1941
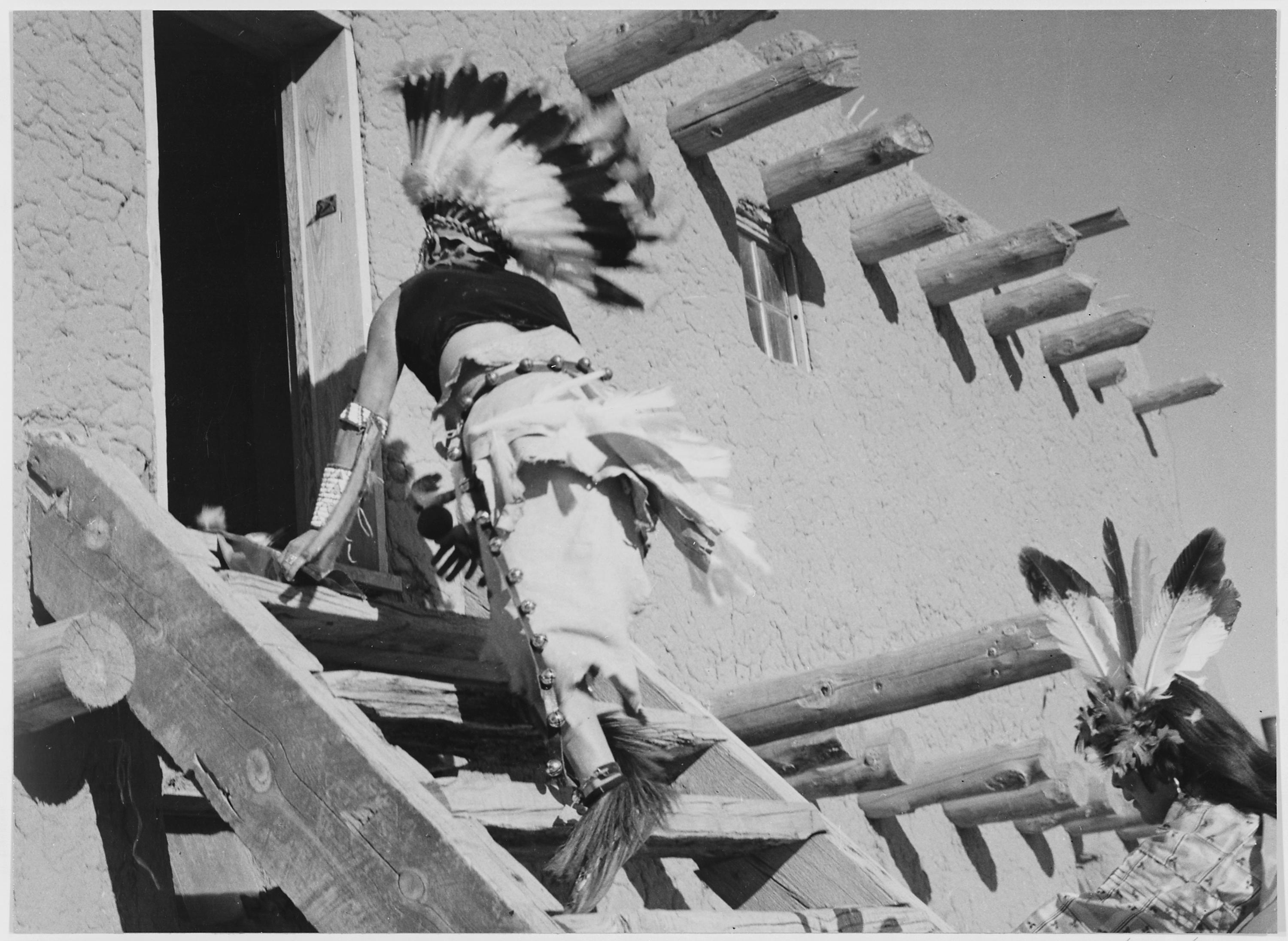
Dance, San Ildefonso Pueblo, Nové Mexiko, dva domorodci kmene Tewa v čelenkách stoupající po schodech do domu, 1941
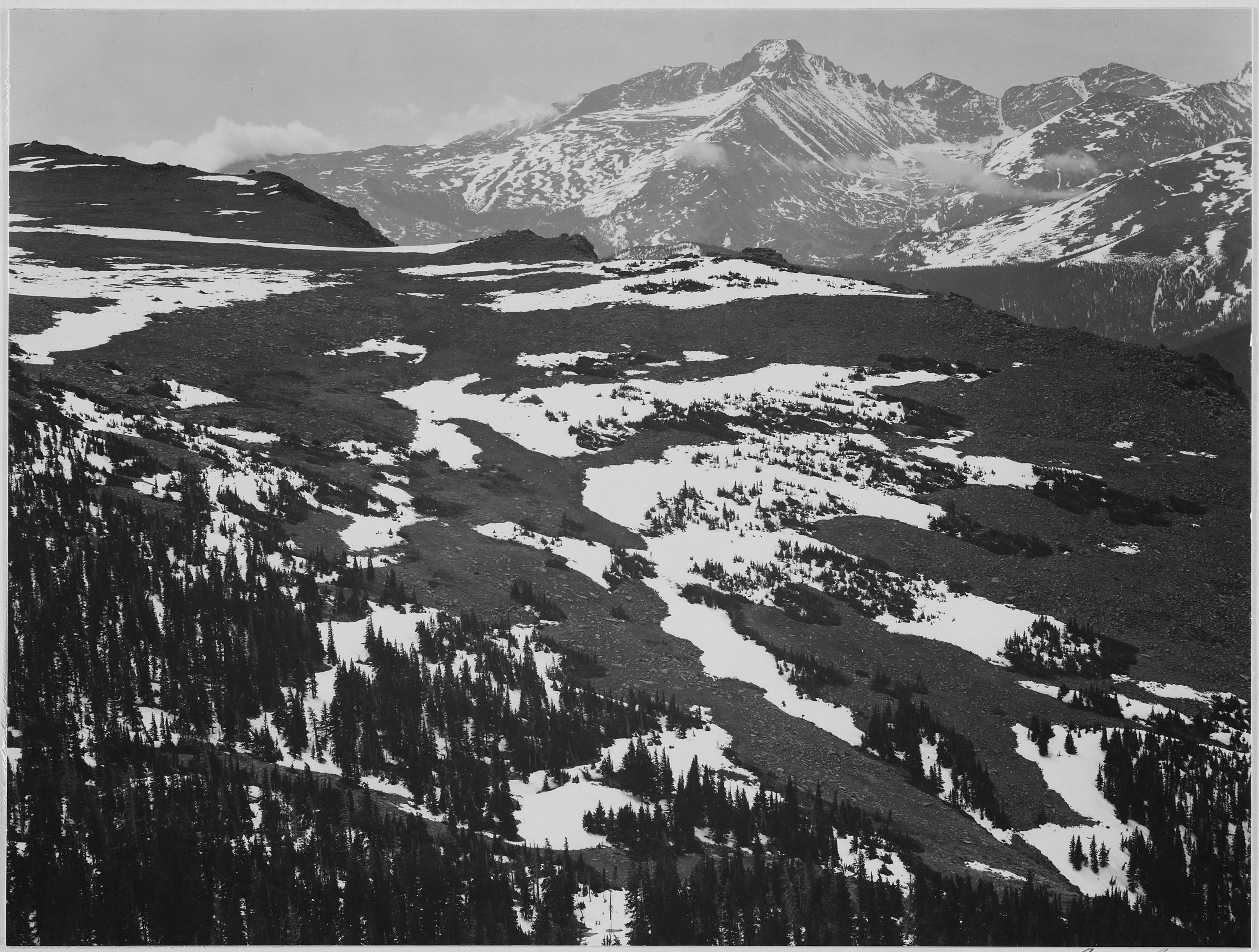
Pohled na náhorní plošinu, zasněženou horu v pozadí, Long's Peak, Rocky Mountain National Park, Colorado, 1941
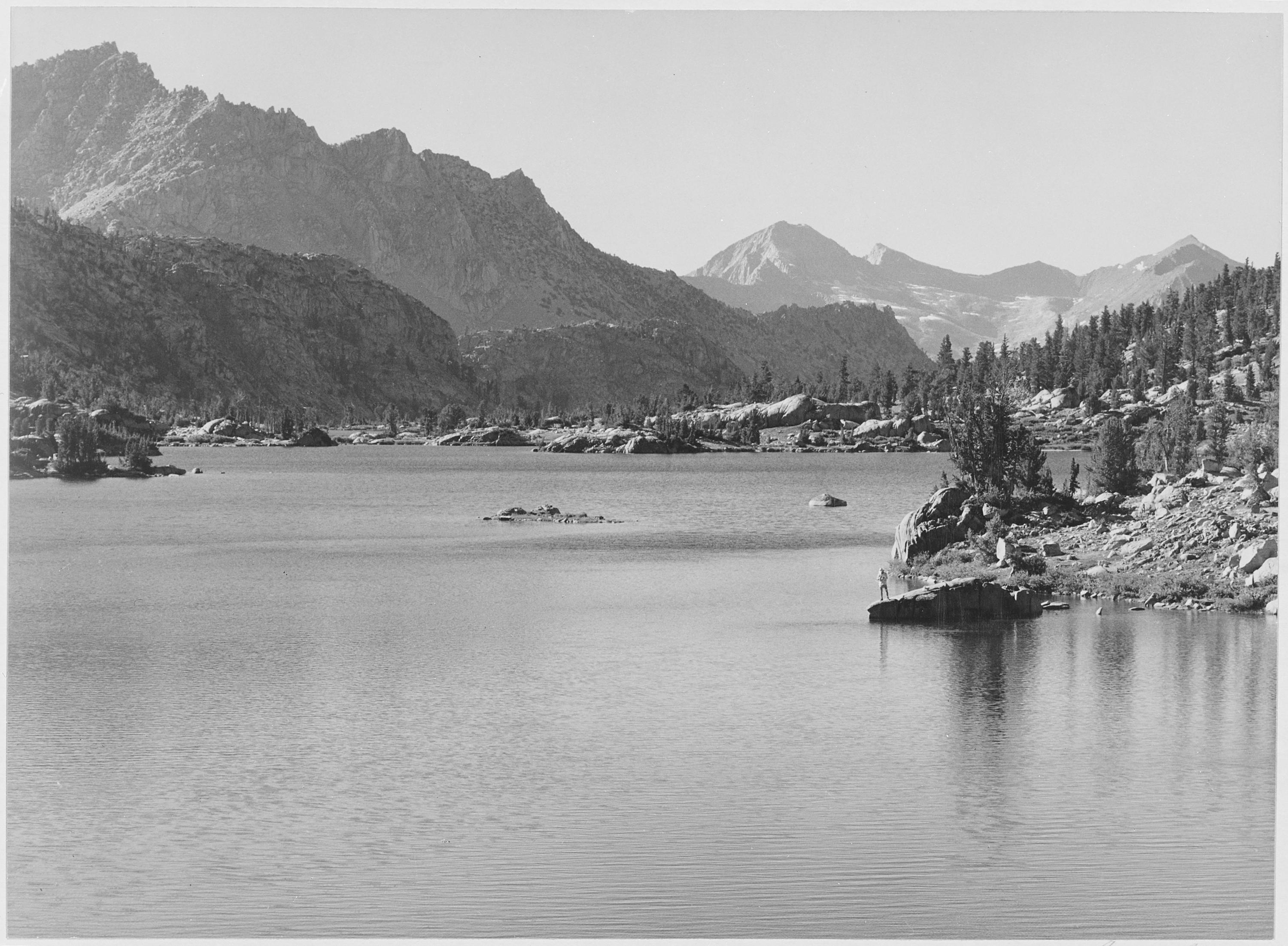
Jezero Rac, Národní park Kings Canyon, Kalifornie, 1936
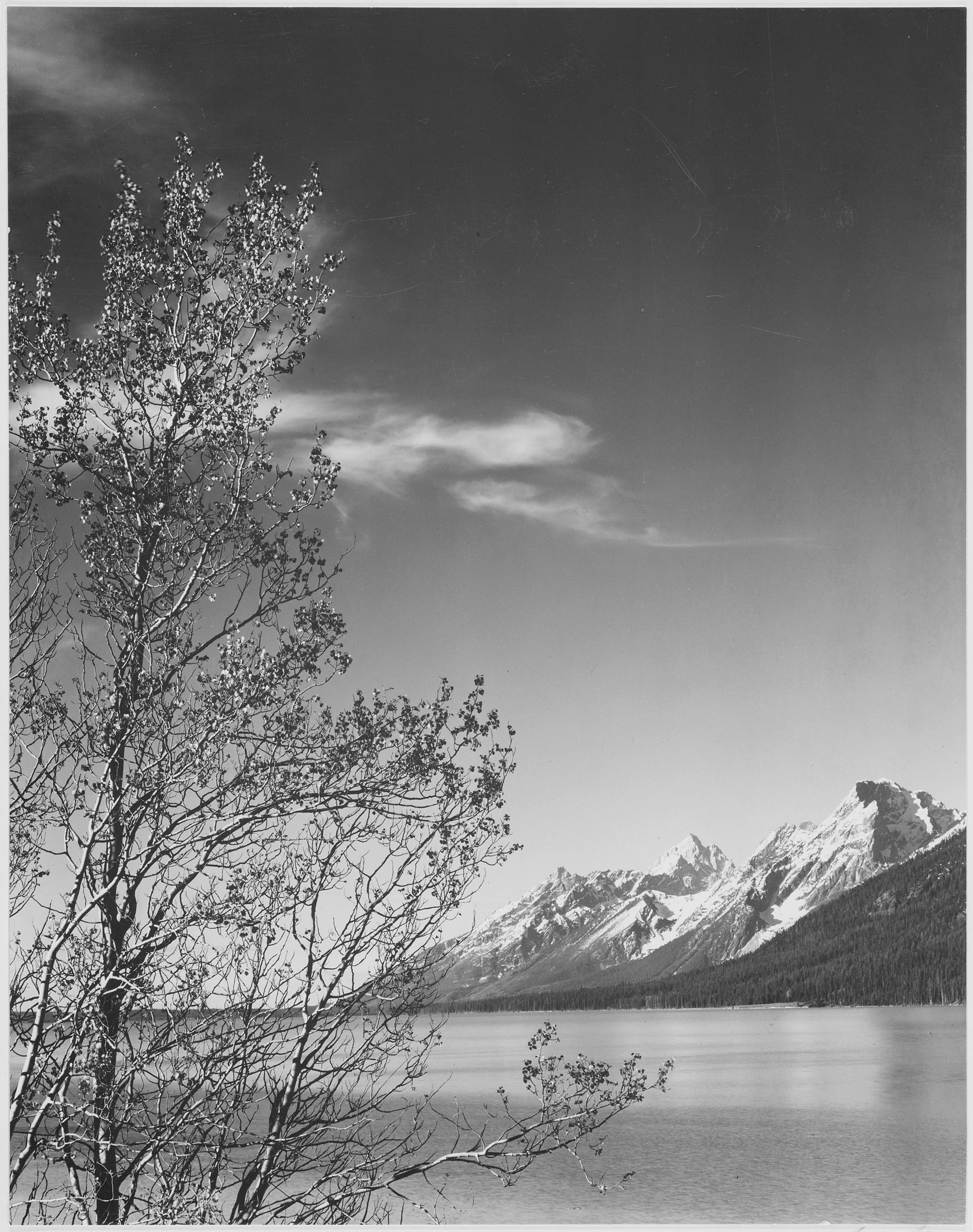
Národní park Grand Teton, Wyoming, 1941
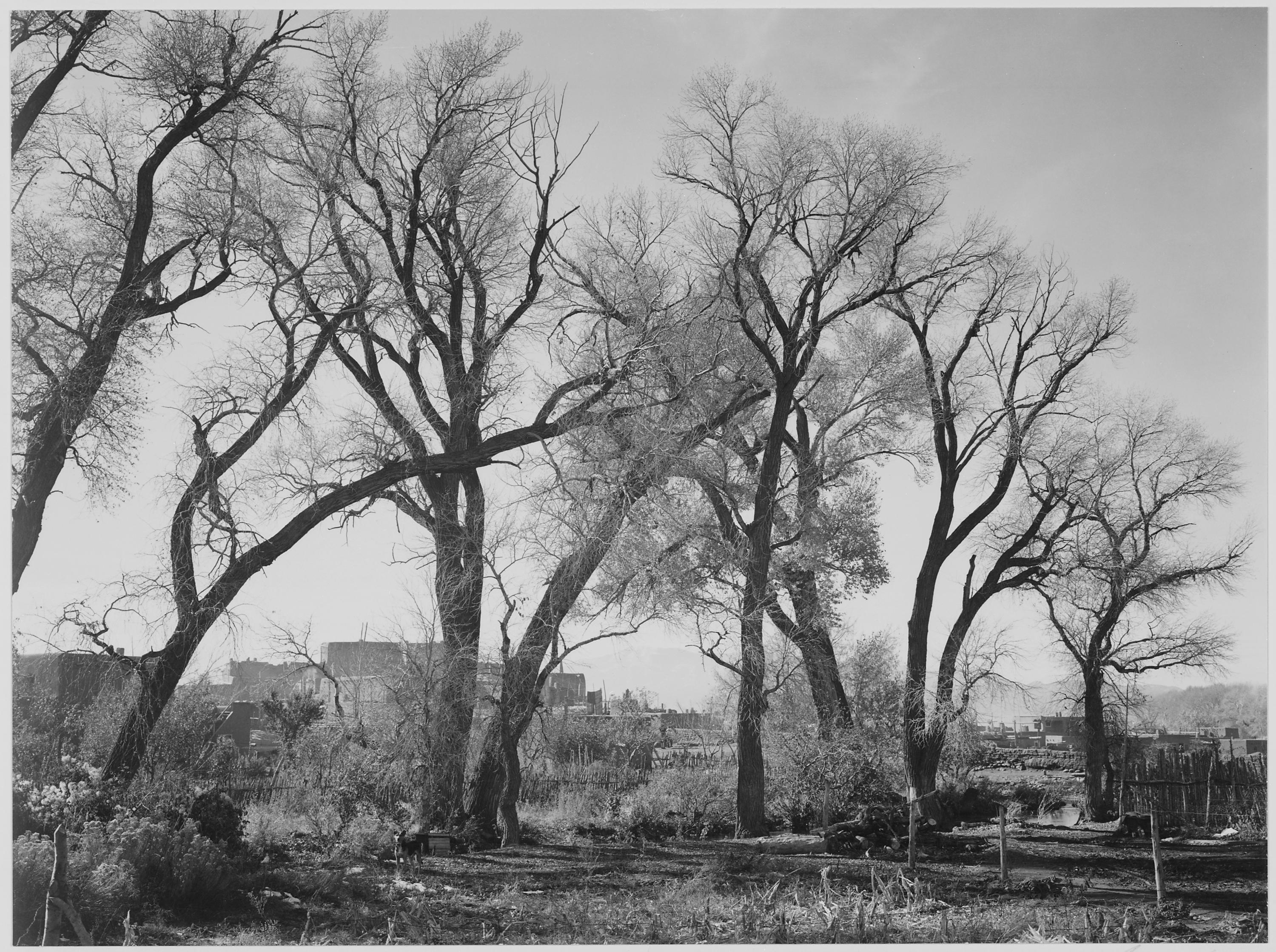
Národní kulturní památka Taos Pueblo, Nové Mexiko, 1941
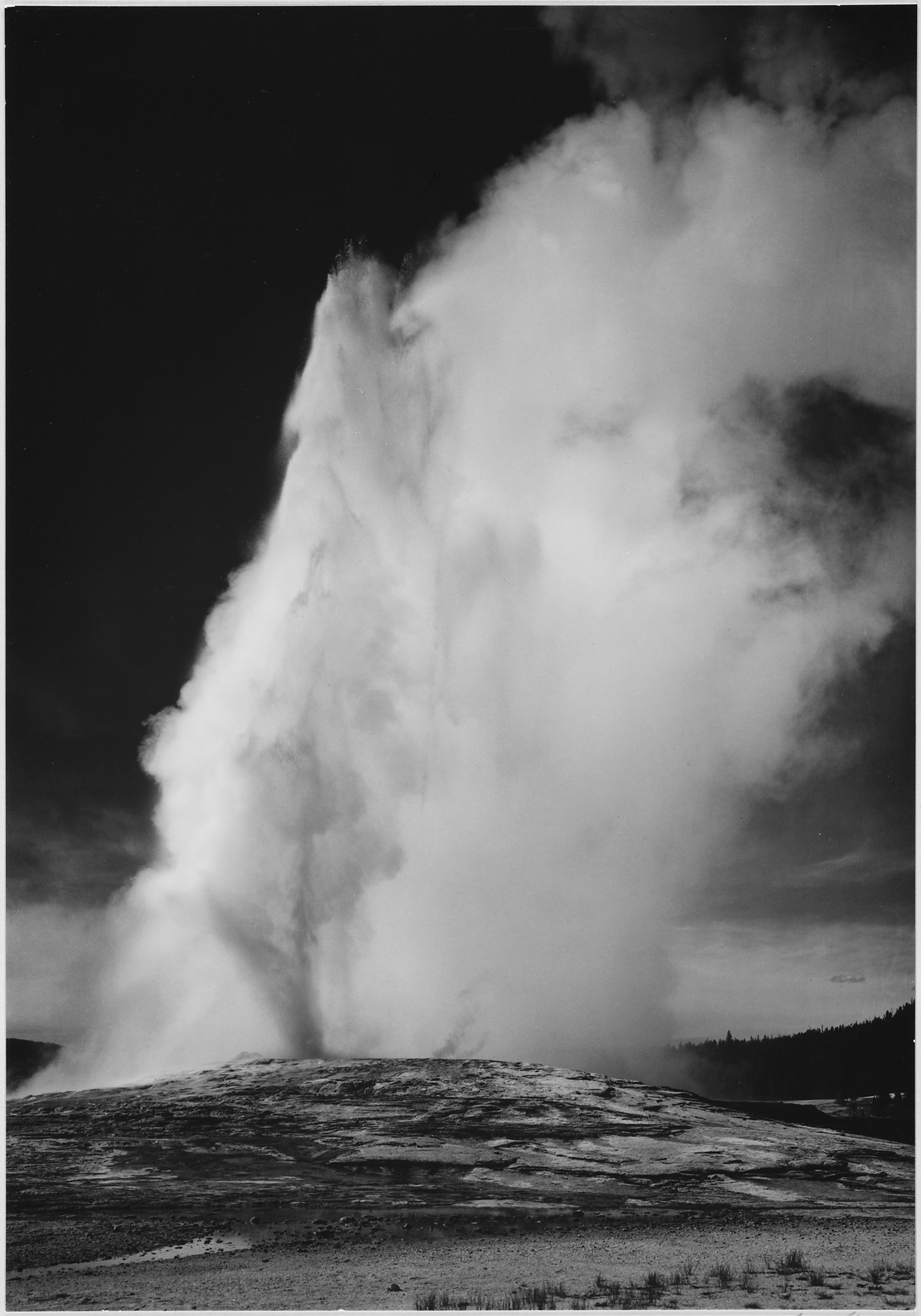
Erupce gejzíru Old Faithful, Yellowstonský národní park, 1933–1942
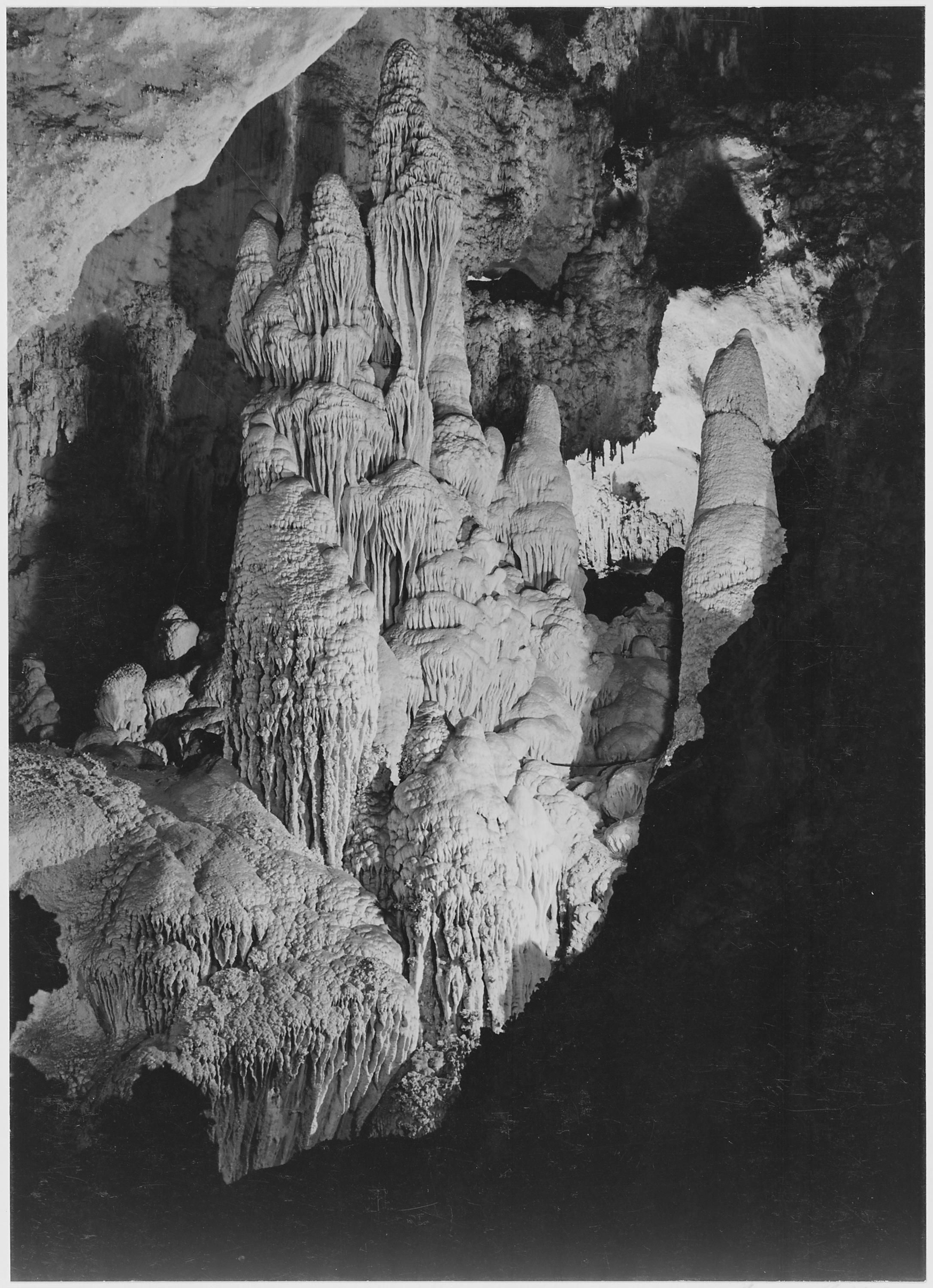
Formace, několik z mnoha přírodních útvarů v Carlsbad Caverns. Národní park Carlsbad Caverns, Nové Mexiko, 1942

Internační tábor Manzanar, Kalifornie, 1943–1945

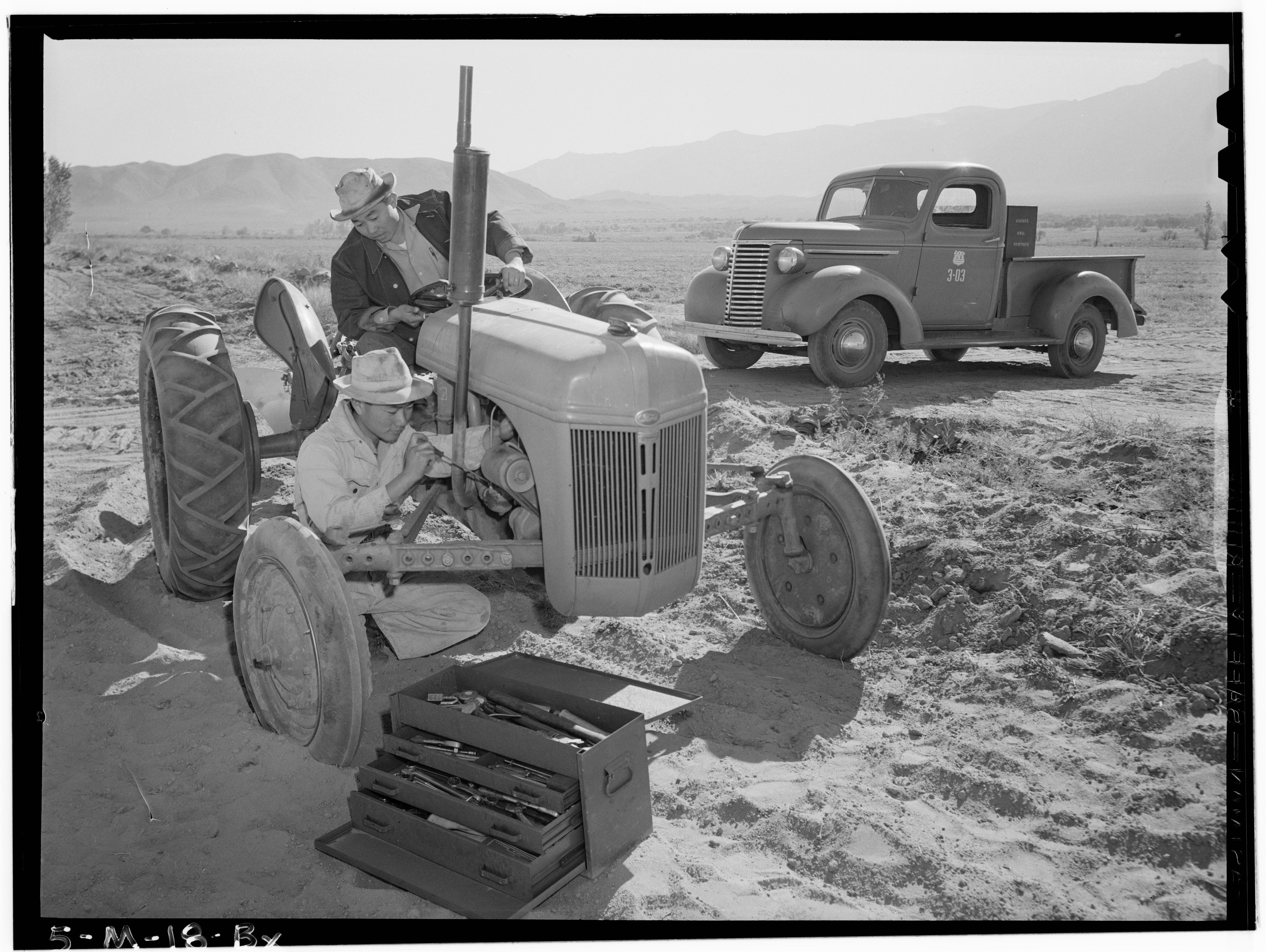
Oprava traktoru: Řidič Bendži Iguči, mechanik Henry Hanawa, 1943
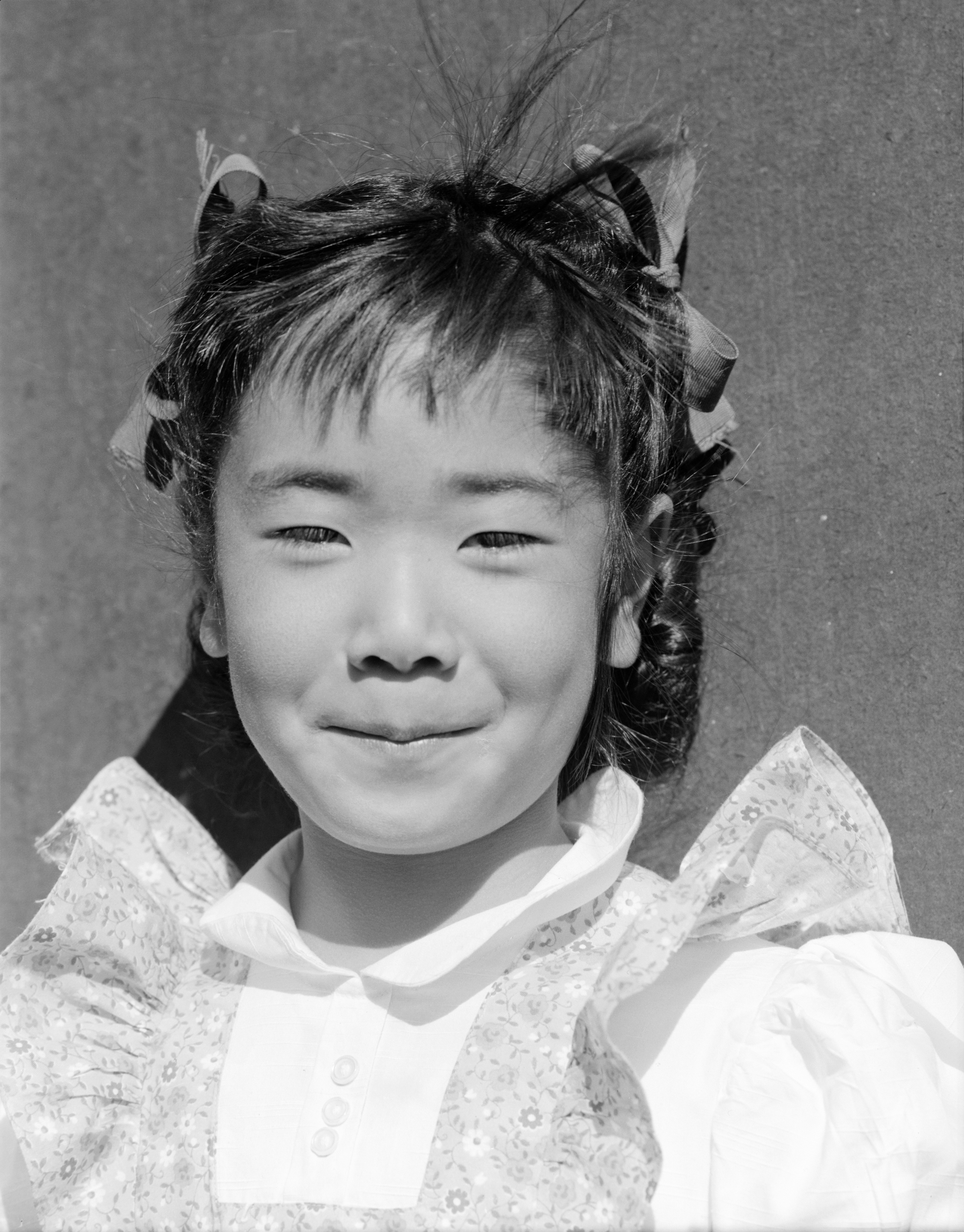
Louise Tami Nakamura, portrét, 1943
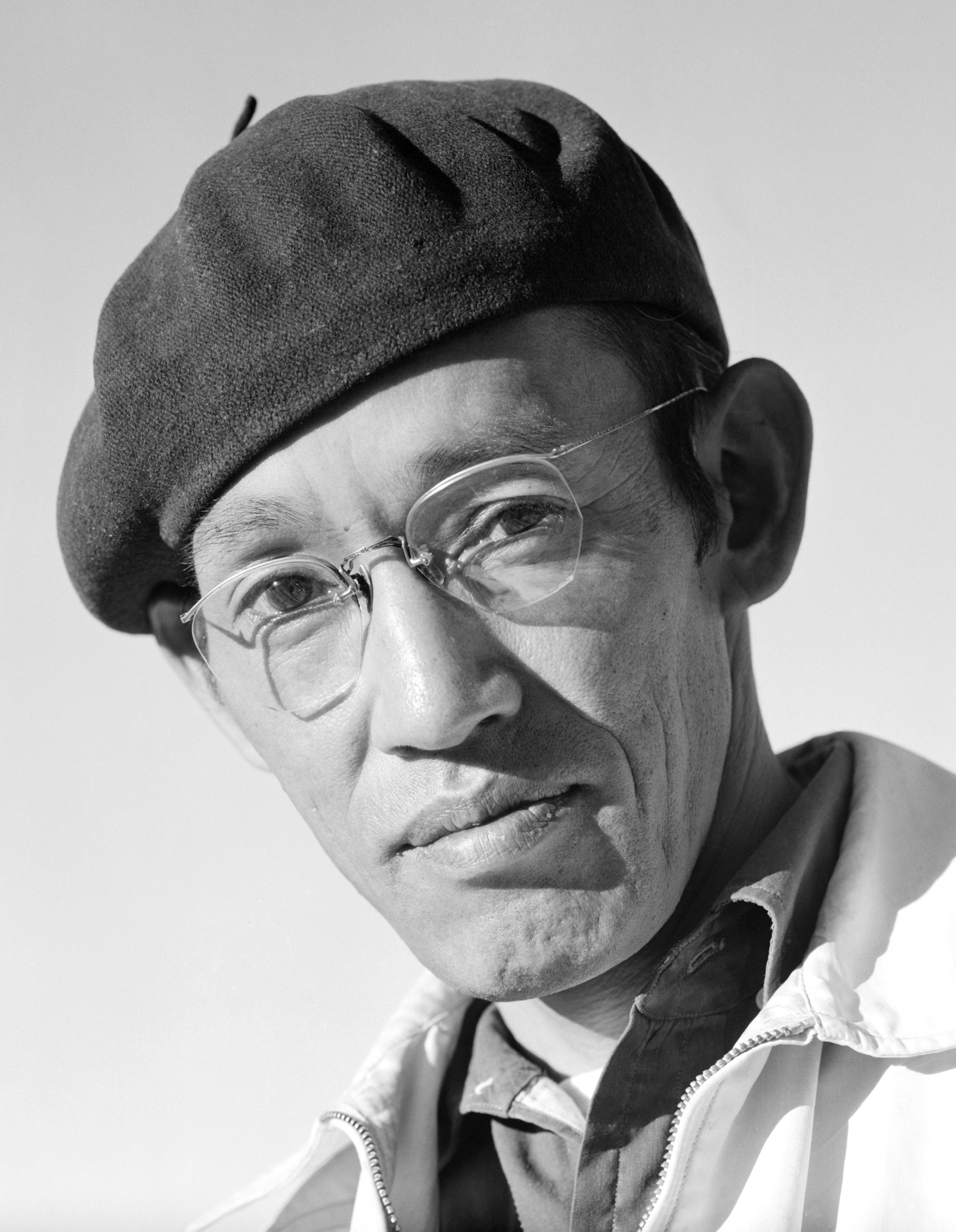
Tójó Mijatake, fotograf působící v táboře, s Adamsem vydali knihu, 1943
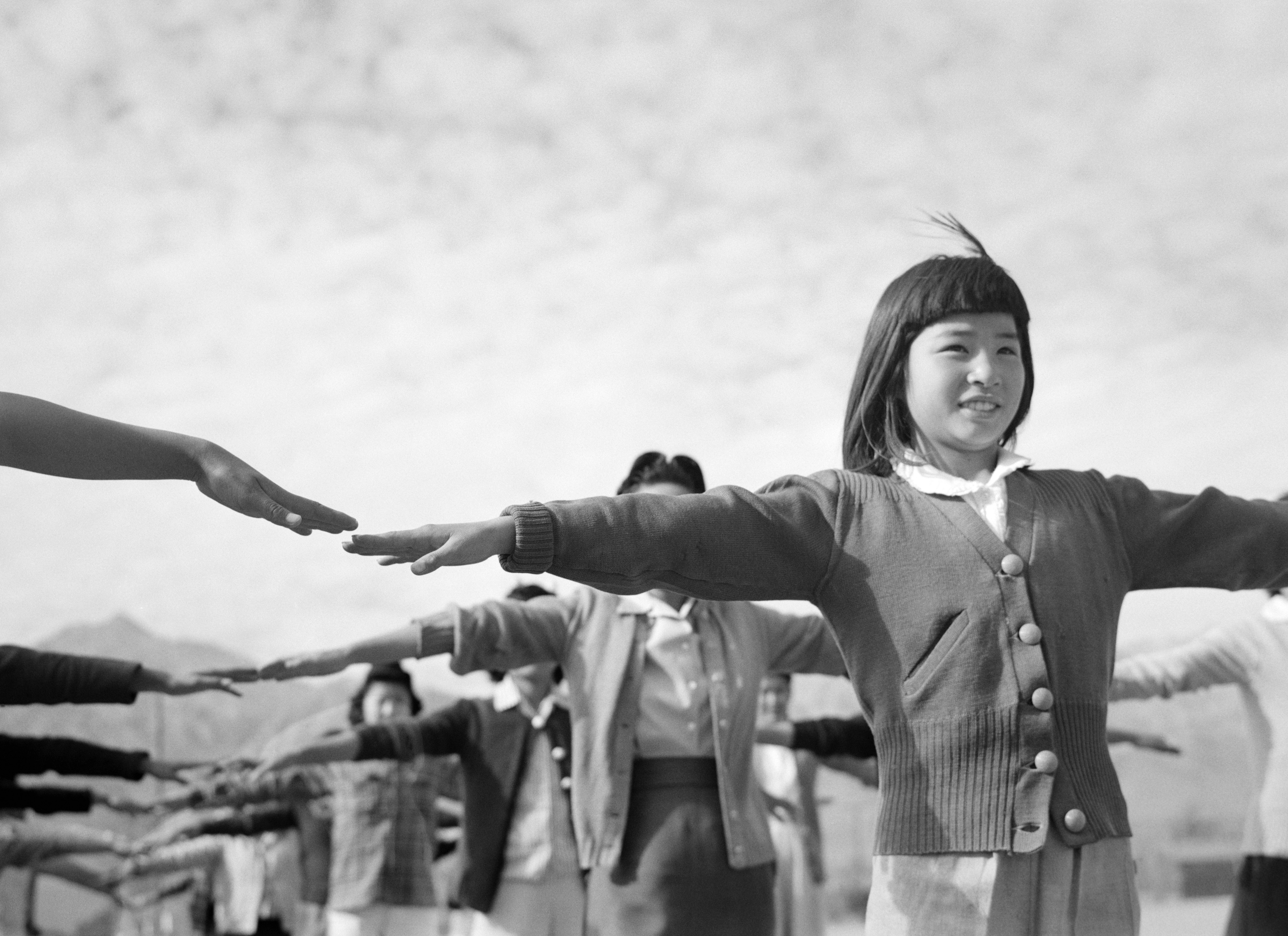
Kalistenika, 1943
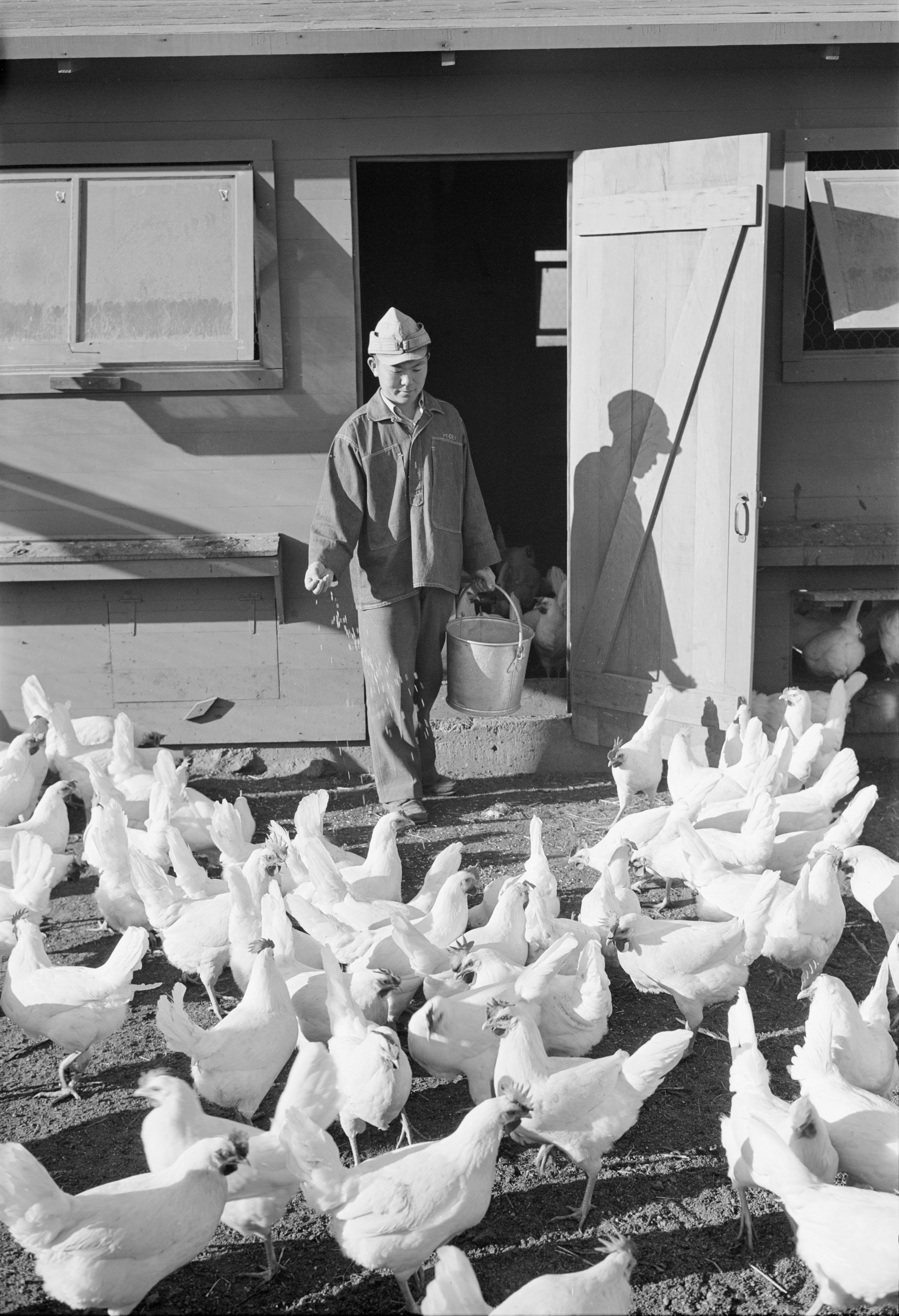
Kuřecí farma, Mori Nakašima, 1943
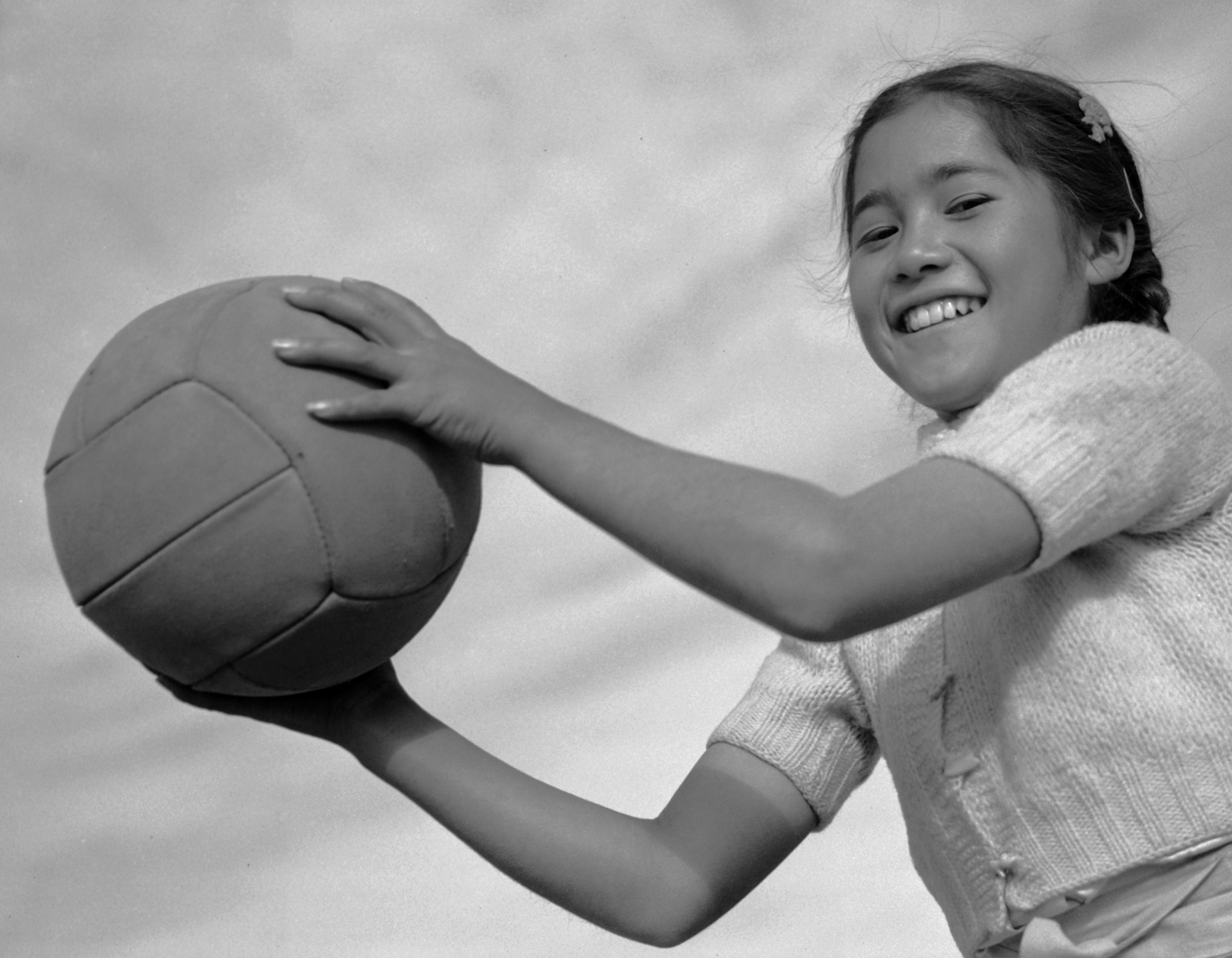
Dívka s volejbalovým míčem, 1943
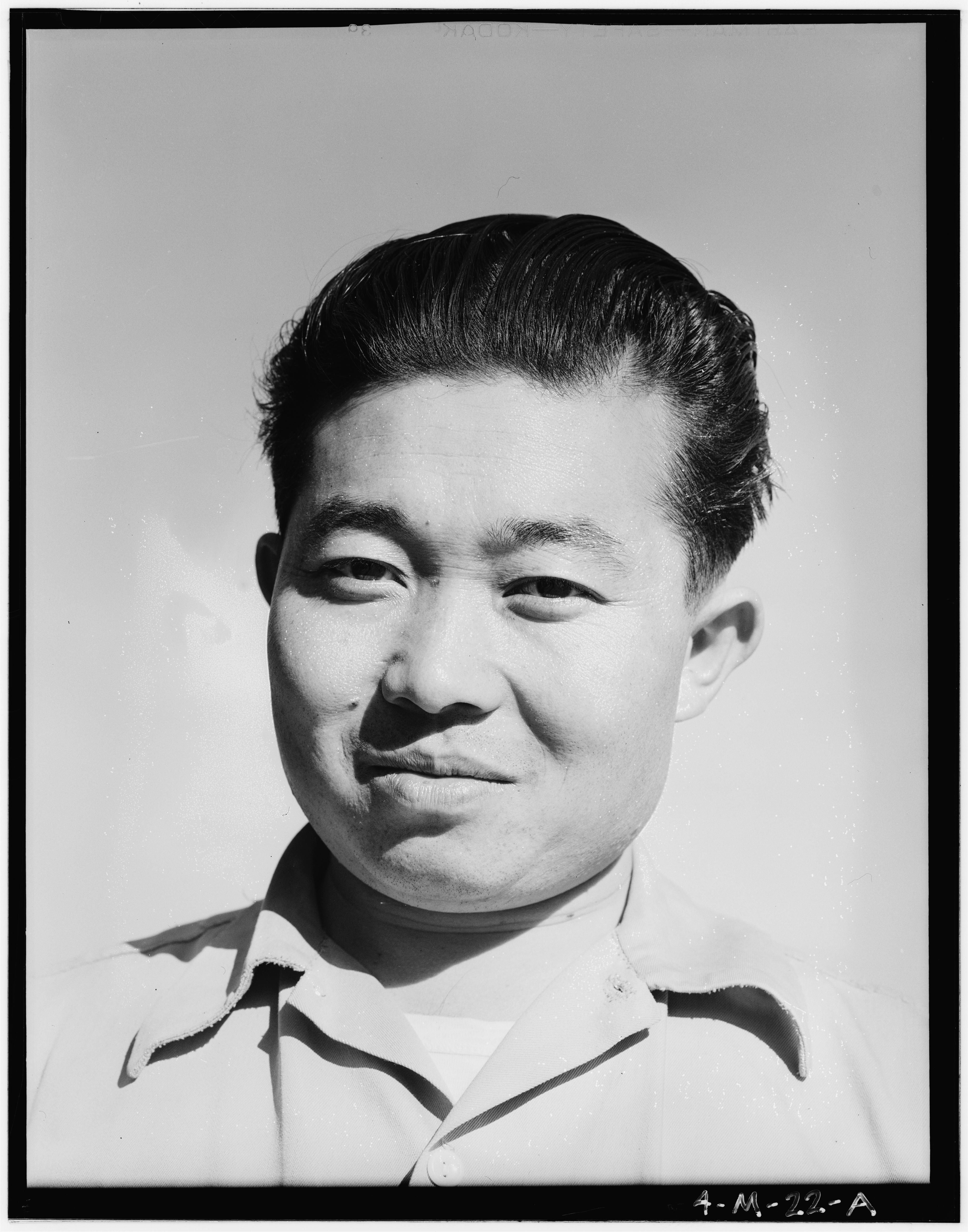
Bendži Iguči, řidič traktoru, 1943
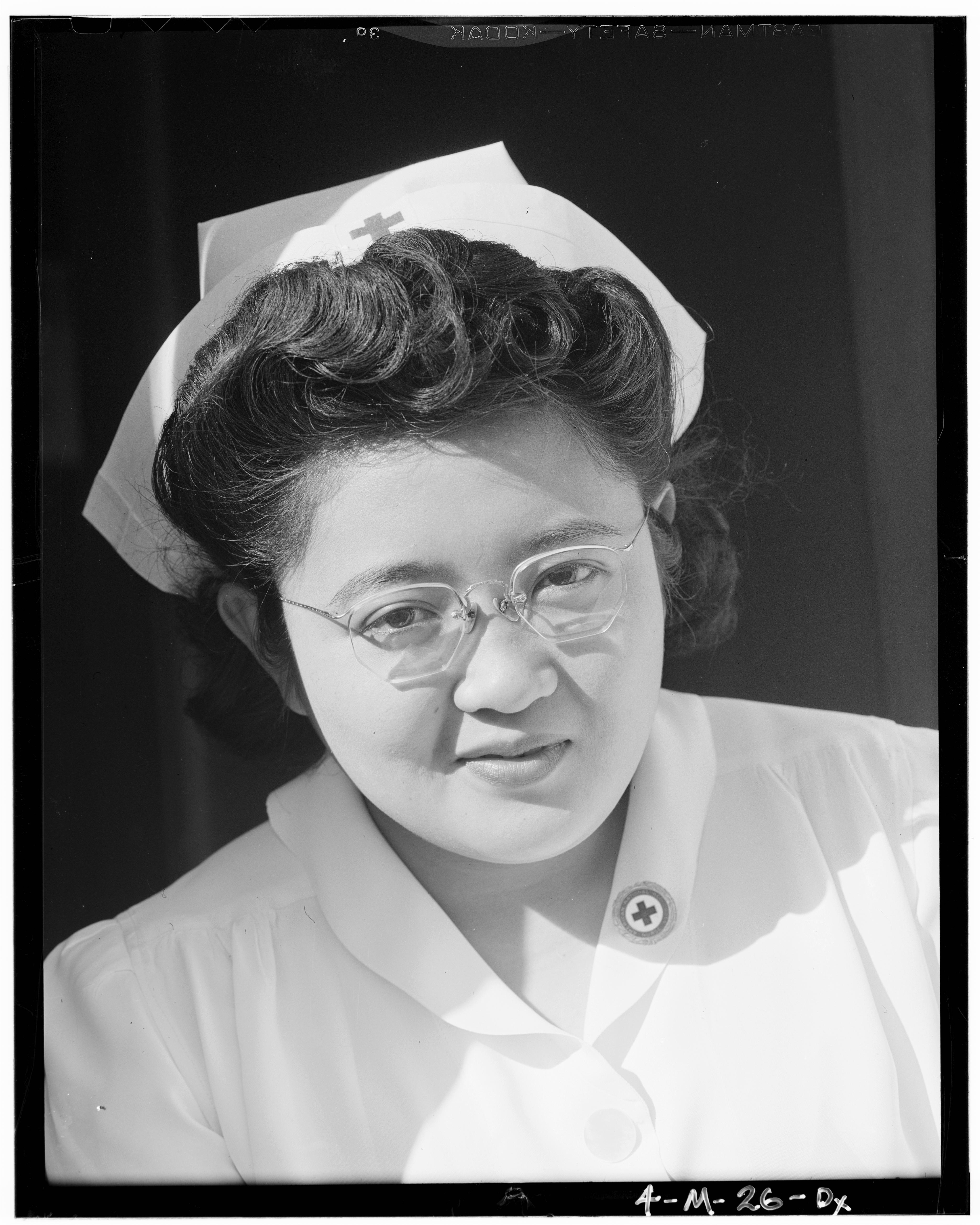
Catherine Nacuko Jamaguči, zdravotní sestra, 1943
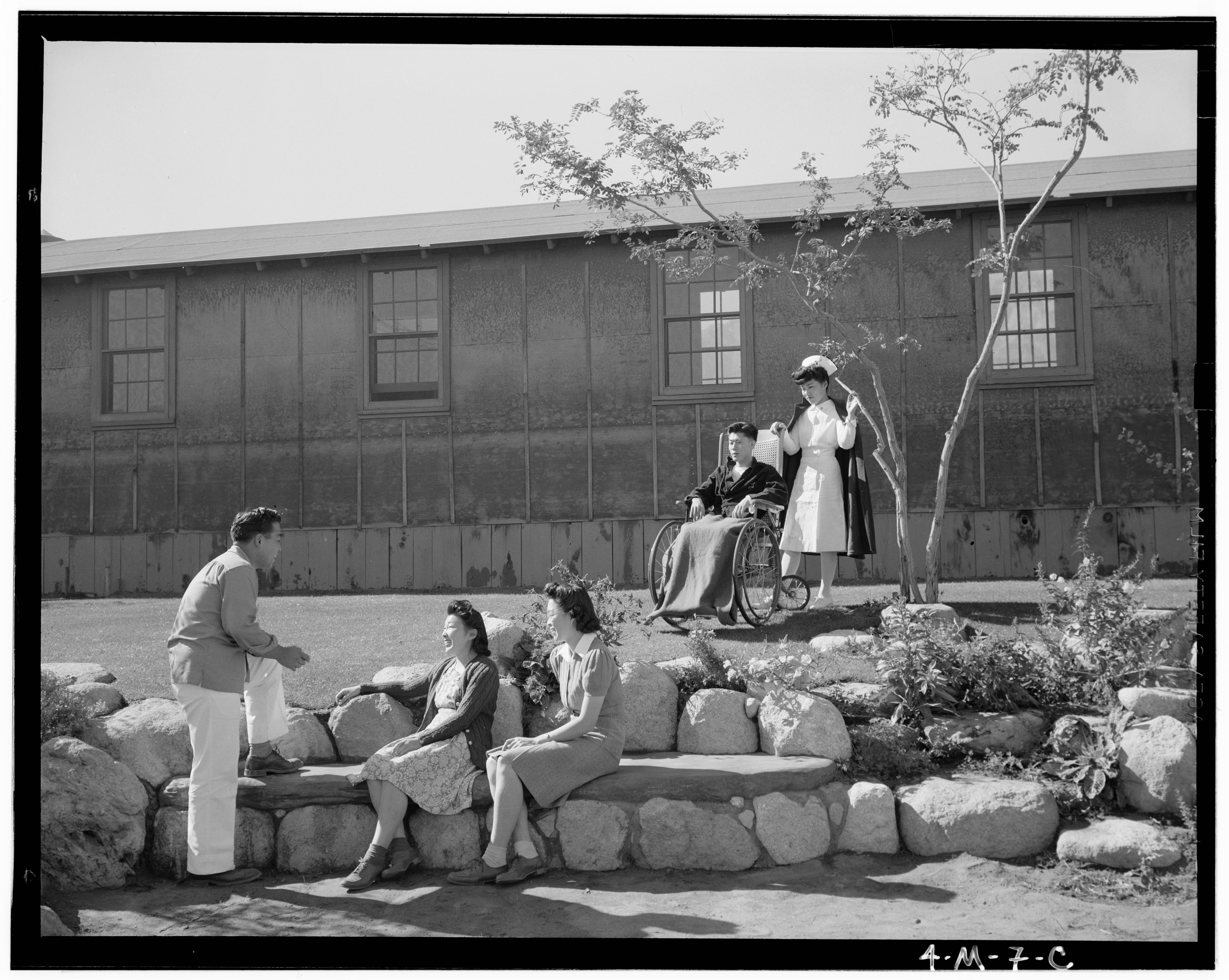
Zdravotní sestra Aiko Hamaguči a pacient Tom Kano. Ostatní: George Nakano, Keiko Kamahara, Fuimi Tašima, 1943
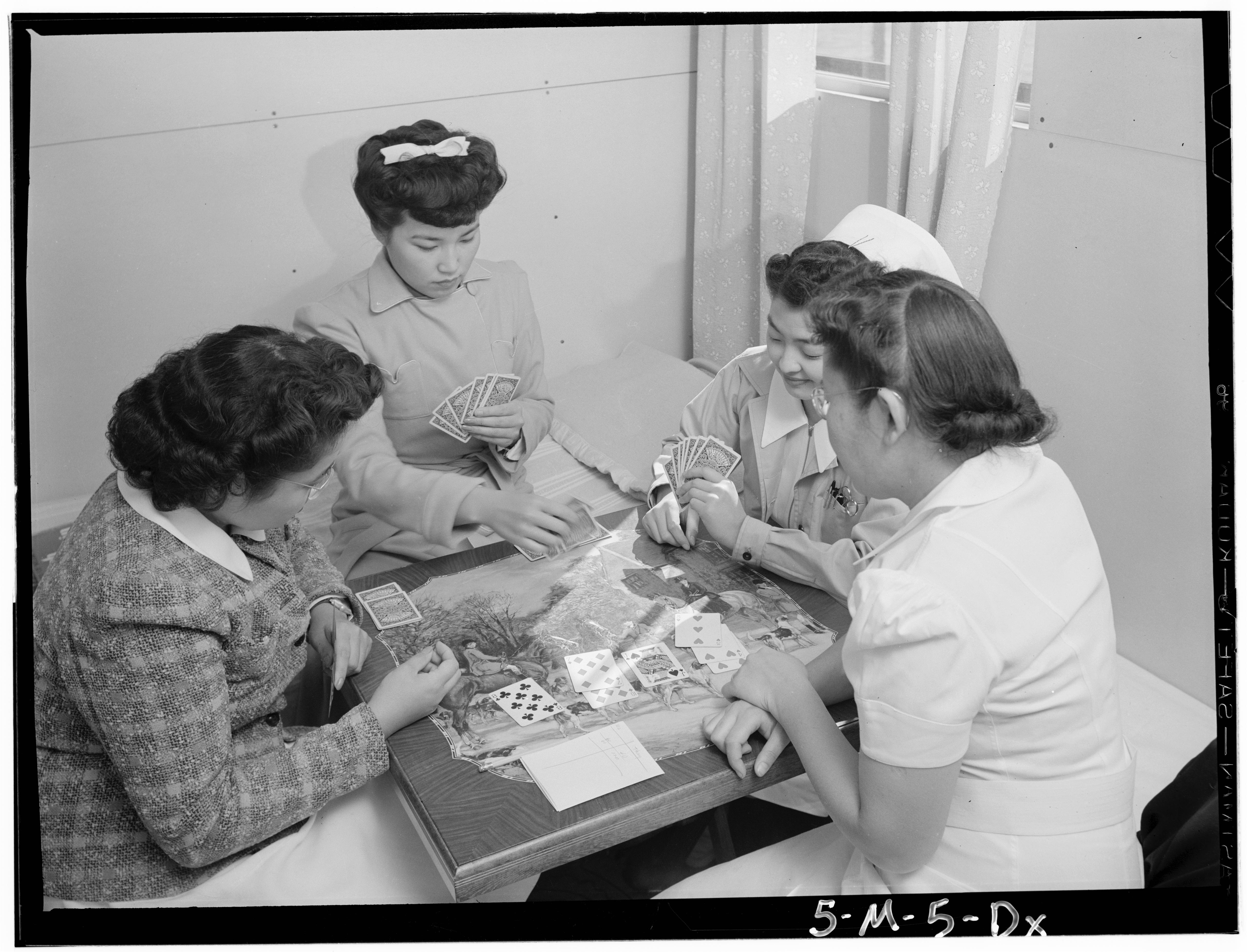
Bridž, zdravotní sestra Aiko Hamaguči, sestra Čije Jamanaki, slečna Catherine Jamaguči, slečna Kazoko Nagahama, 1943

## Odkazy

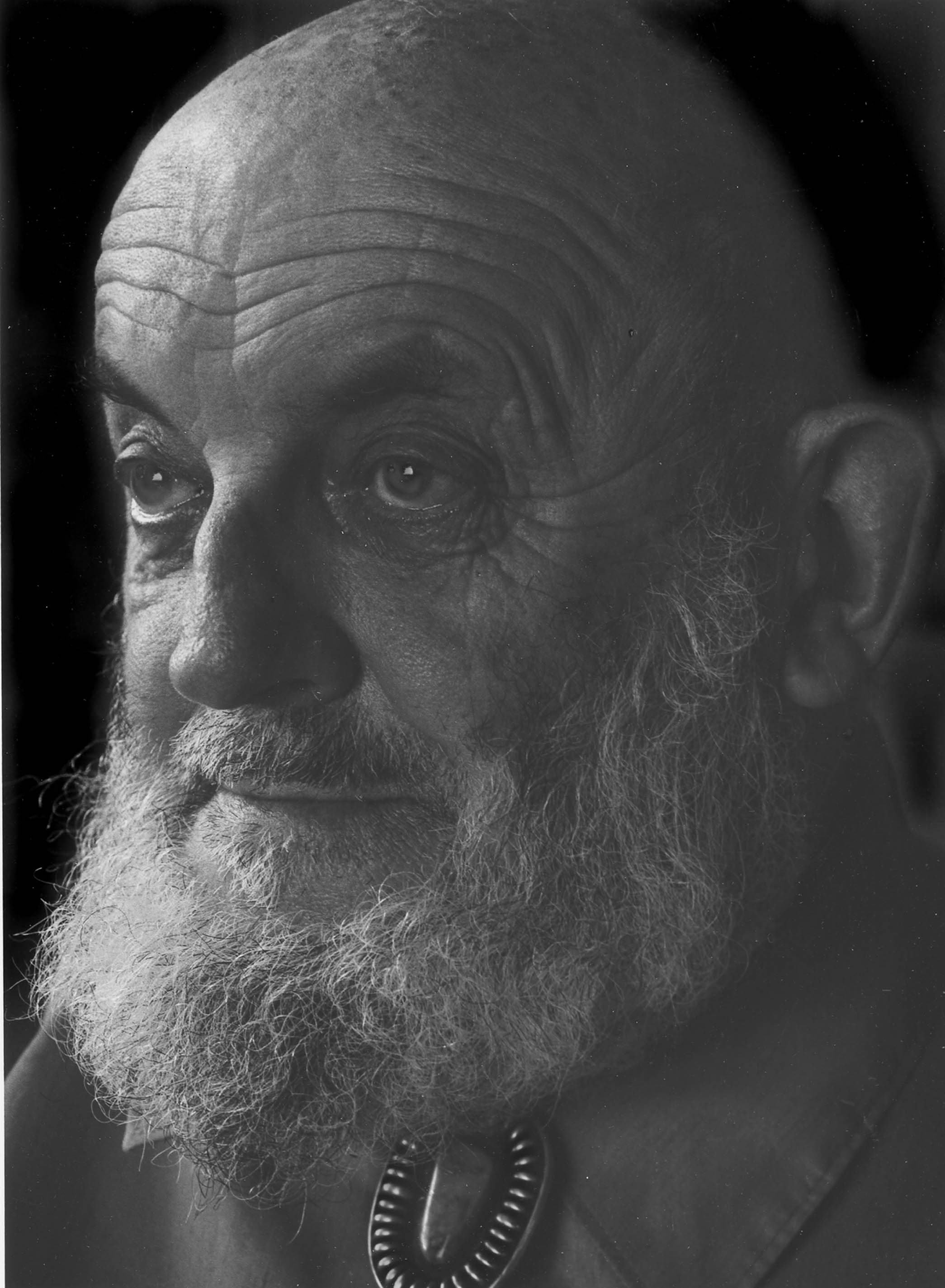
alt = černobílá fotografie, portrét staršího muže s plnovousem

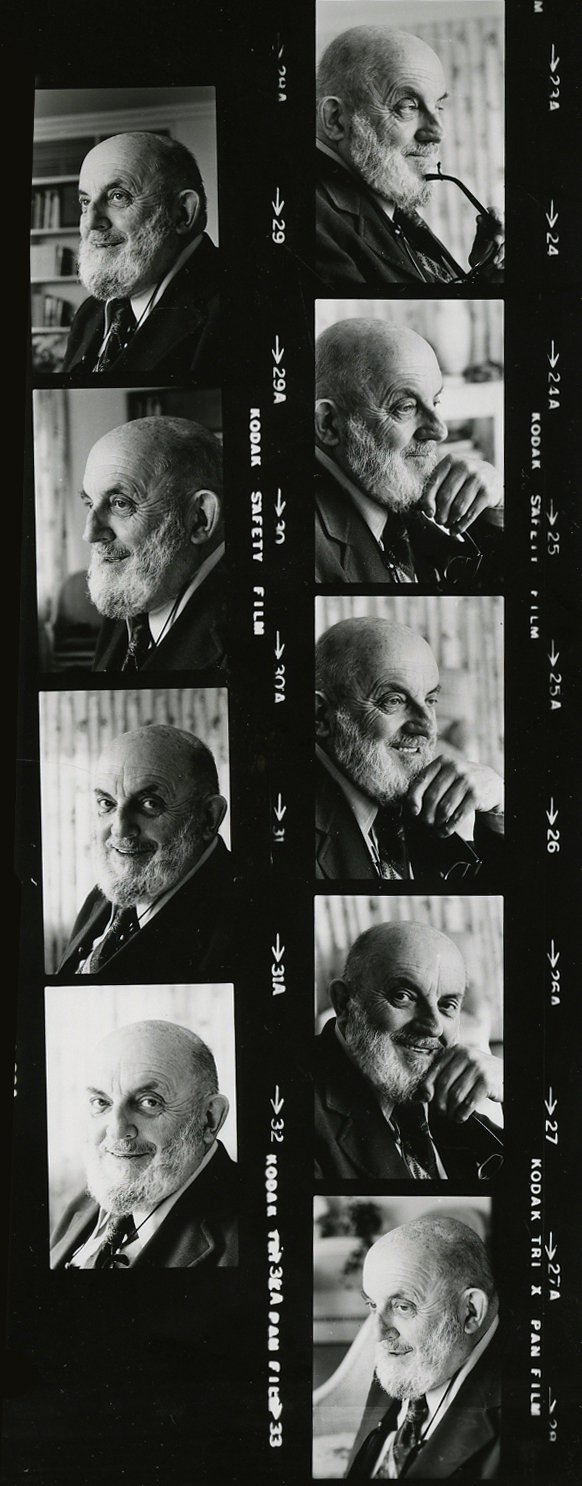
alt = černobílá fotografie, portrét staršího muže s plnovousem, mozaika několika portrétů s různými výrazy

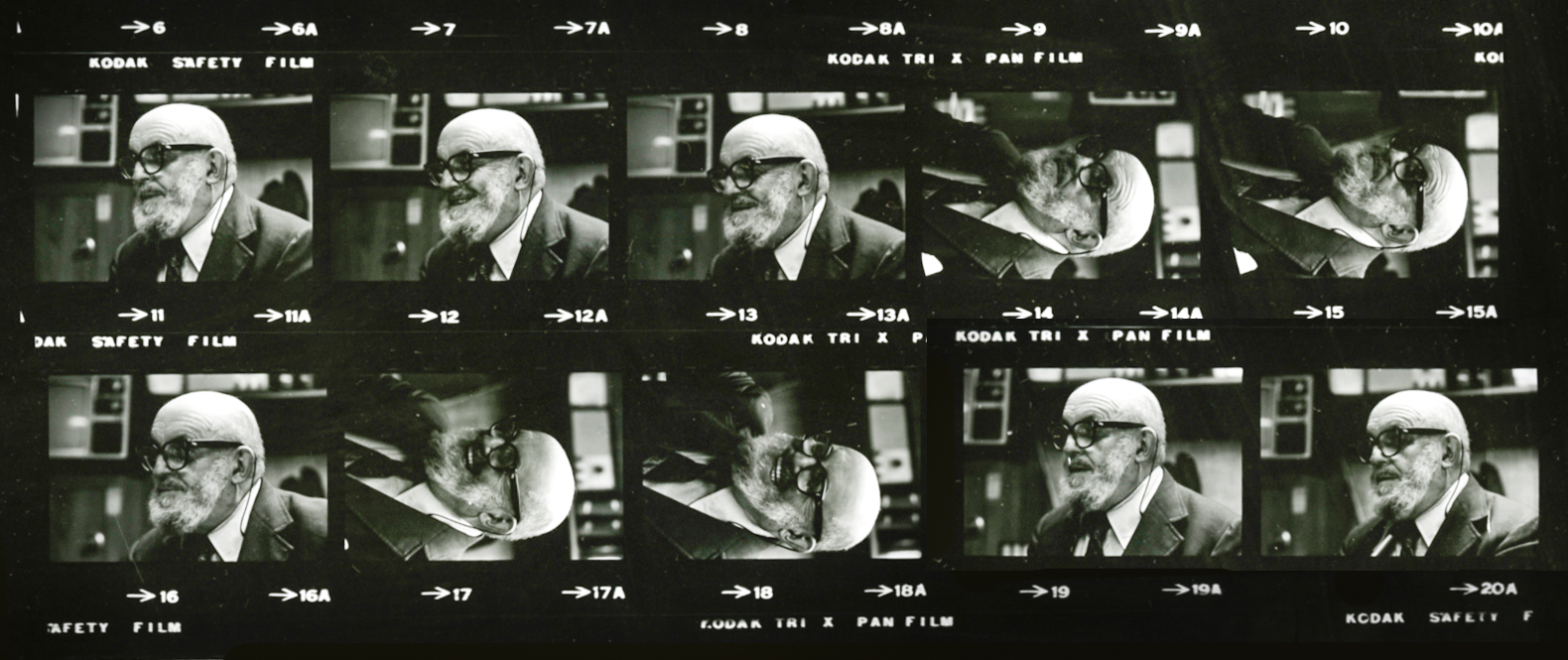
alt = černobílá fotografie, portrét staršího muže s plnovousem, mozaika několika portrétů s různými výrazy